# Chủ nghĩa cộng sản vô trị
Chủ nghĩa cộng sản vô trị, chủ nghĩa cộng sản vô chính phủ (tiếng Anh: Anarchist communism) hay chủ nghĩa cộng sản tự do là một học thuyết của chủ nghĩa vô trị, chủ trương thủ tiêu nhà nước, chủ nghĩa tư bản, chế độ làm công ăn lương, mọi hình thức phân cấp bậc trong xã hội và tài sản tư nhân (nhưng vẫn giữ lại tài sản cá nhân). Thay cho những hệ thống này, những người theo chủ nghĩa cộng sản vô trị ủng hộ quyền sở hữu chung phương tiện sản xuất, dân chủ trực tiếp, và sản xuất-tiêu thụ dựa trên một hoặc nhiều mạng lưới bình đẳng giữa các tổ chức thiện nguyện, cũng như giữa các hội đồng lao động, với tiên chỉ: "làm theo năng lực, hưởng theo nhu cầu." Một vài hình thức chủ nghĩa cộng sản vô trị, như là chủ nghĩa vô trị nổi dậy (insurrectionary anarchism), có ảnh hưởng mạnh từ chủ nghĩa vị kỷ (egoism) và chủ nghĩa cá nhân cấp tiến (radical individualism). Những hình thức này tin rằng chủ nghĩa cộng sản vô trị là hệ thống xã hội tốt nhất để hiện thức hóa tự do cá nhân. Đa phần những người cộng sản vô trị cho rằng cộng sản vô trị là cách hòa giải sự đối lập giữa cá nhân và xã hội.
Chủ nghĩa cộng sản vô trị phát triển từ các trào lưu xã hội chủ nghĩa cấp tiến sau Cách mạng Pháp, nhưng nó đầu tiên được hình thành trong Đệ Nhất Quốc tế tại Ý. Công trình lý thuyết của Peter Kropotkin sau này trở nên quan trọng khi nó mở rộng và phát triển các phần ủng hộ chủ nghĩa tổ chức (pro-organizationalist) và chủ nghĩa chống tổ chức-nổi dậy (insurrectionary anti-organizationalist). Cho đến nay, những ví dụ nổi tiếng nhất về một xã hội cộng sản vô trị (tức là các xã hội được thiết lập dựa trên những ý tưởng như chúng tồn tại hiện nay, và thu được sự chú ý cùng với sự công nhận trên toàn thế giới trong lịch sử) là các lãnh thổ vô trị trong Cách mạng Tây Ban Nha và Makhnovshchyna trong Cách mạng Nga.
Ở Makhnovshchyna, những người vô trị như Nestor Makhno đã cố gắng tạo ra và bảo vệ chủ nghĩa cộng sản vô trị thông qua Quân đội cách mạng nổi dậy Ukraina từ năm 1918, trước khi bị Hồng quân Bolshevik đánh bại vào năm 1921.
Vào năm 1929, chủ nghĩa cộng sản vô trị cũng được áp dụng thành công ở Hàn Quốc bởi Liên đoàn vô trị Hàn Quốc ở Mãn Châu cùng với Liên đoàn cộng sản vô trị Hàn Quốc, với sự giúp đỡ của Kim Chwa-chin, một tướng theo chủ nghĩa vô trị và đấu tranh giành độc lập. Chính phủ này kéo dài đến năm 1931, khi Đế quốc Nhật Bản ám sát Kim và xâm lược từ phía nam, trong khi quân Quốc dân Đảng Trung Quốc xâm lược từ phía bắc, dẫn đến sự thành lập Mãn Châu Quốc, một quốc gia bù nhìn của Đế quốc Nhật Bản.
Thông qua những nỗ lực và ảnh hưởng của những người vô trị Tây Ban Nha trong cuộc Cách mạng Tây Ban Nha trong cuộc Nội chiến Tây Ban Nha (bắt đầu từ năm 1936), chủ nghĩa cộng sản vô trị tồn tại ở hầu hết Aragon, các phần của Levante và Andalusia cũng như trong thành trì của Catalunya vô chính phủ trước khi bị đánh bại vào năm 1939 bởi lực lượng tổng hợp của những người theo chủ nghĩa dân tộc Franco (chế độ đã chiến thắng trong chiến tranh) và các đồng minh của Chủ nghĩa dân tộc như Adolf Hitler và Benito Mussolini. Họ thậm chí còn bị đàn áp bởi Đảng Cộng sản Tây Ban Nha (được Liên Xô hậu thuẫn), cộng với phong tỏa kinh tế và vũ khí từ các quốc gia tư bản và chính Cộng hòa Tây Ban Nha do đảng Cộng hòa quản lý.

## Lịch sử

### Các tiền thân ban đầu

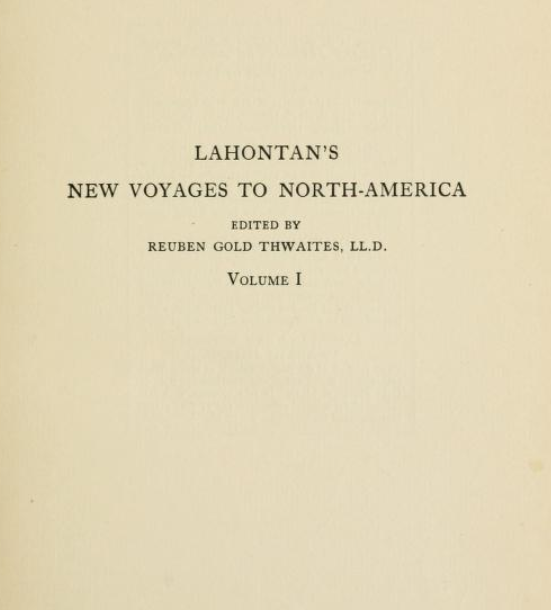
Cuốn tiểu thuyết năm 1703 của Lahontan ghi lại những trải nghiệm của tác giả với nhiều bộ lạc và nền văn hóa bản địa của Mỹ. Cuốn tiểu thuyết khám phá các xã hội xã hội chủ nghĩa nông nghiệp khác nhau và cách họ có thể cung cấp tài sản cho tất cả cư dân của họ thông qua sở hữu tập thể. Chủ đề lặp đi lặp lại của nhiều nền văn hóa này là cấu trúc không phân cấp, phong cách sống bình đẳng thời kỳ đầu và cách thức hỗ trợ lẫn nhau đóng một vai trò quan trọng trong việc duy trì sức khỏe.

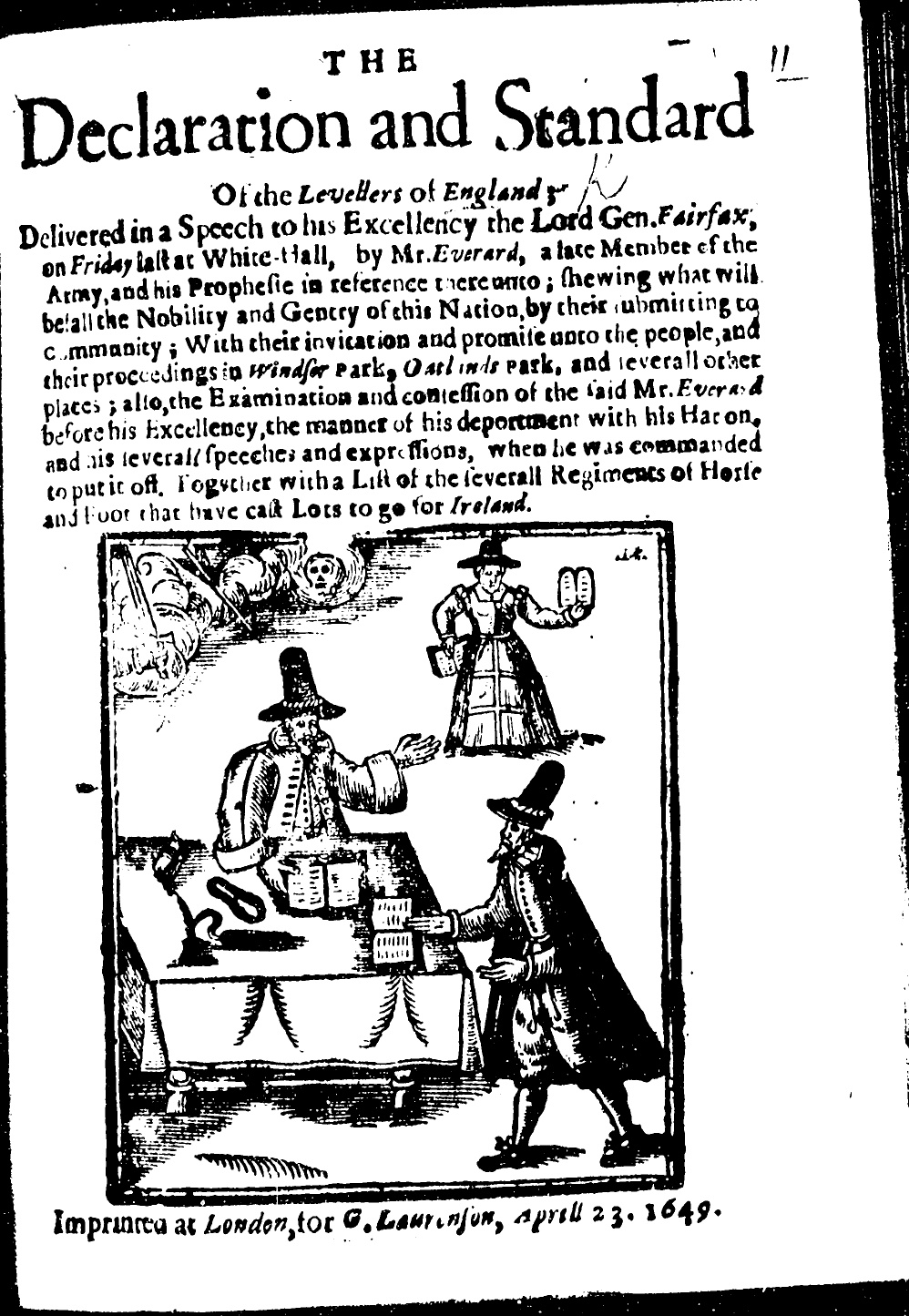
Diggers thường được coi là những người đầu tiên theo chủ nghĩa vô trị, có quyền sở hữu chung đối với đất đai và tài nguyên vào khoảng thời gian diễn ra Nội chiến Anh

Các phong trào cộng sản tự do xuất hiện trong Nội chiến Anh trong thế kỷ 17 and trong Cách mạng Pháp trong thế kỷ 18. Gerrard Winstanley, một thành viên của phong trào "Diggers" cấp tiến ở Anh, viết trong tờ rơi năm 1649 (The New Law of Righteousness) của ông ấy rằng "sẽ không có mua hay bán, không hội chợ hay chợ, nhưng cả Trái đất sẽ là ngân khố của tất cả" và "sẽ không có chúa tể trên ai cả, nhưng tất cả sẽ là chính chú tể của mình."
Chính các thành viên Diggers đã chống lại sự chuyên chế của giai cấp thống trị và vua chúa. Thay vào đó, họ hợp tác và làm việc với nhau để hoàn thành công việc, quản lý nguồn cung cấp và tăng năng suất kinh tế. Do các xã do các Diggers thành lập không có tài sản tư nhân, cùng với trao đổi kinh tế (tất cả các vật phẩm, hàng hóa và dịch vụ được tổ chức chung), các xã của họ có thể được gọi là xã hội cộng sản sơ khai, trải rộng khắp các vùng đất nông thôn của nước Anh.
Trước Cách mạng Công nghiệp, quyền sở hữu chung về đất đai và tài sản ở Châu Âu phổ biến hơn nhiêu, nhưng các Diggers đã bị phân tán bởi cuộc đấu tranh chống lại chế độ quân chủ. Họ nổi lên nhờ sự tự quản của công nhân sau khi Charles Đệ Nhất sụp đổ.
Năm 1703, Louis Armand, Baron de Lahontan viết cuốn tiểu thuyết New Voyages to North America (tạm dich: Các hành trình mới đến Bắc Mỹ) và trong đó, ông ấy phác thảo cách các cộng đồng bản địa của Bắc Mỹ tổ chức và hợp tác. Ông nhận thấy các cộng đồng và xã hội nông nghiệp ở Bắc Mỹ thời tiền thuộc địa không giống các quốc gia quân chủ, bất bình đẳng ở châu Âu, cả về cơ cấu kinh tế và sự thiếu cấu trúc thống trị. Ông viết rằng cuộc sống của người bản xứ là "vô chính phủ," và đây là lần sử dụng đầu tiên của thuật ngữ này để chỉ một điều gì đó khác với sự hỗn loạn. Ông viết rằng không có linh mục, tòa án, luật pháp, cảnh sát, bộ trưởng nhà nước và không có sự phân biệt tài sản, không có cách nào để phân biệt giàu nghèo, vì tất cả đều bình đẳng và hợp tác phát triển.
Trong cuộc Cách mạng Pháp, Sylvain Maréchal, trong Tuyên ngôn của các người Bình đẳng (1796) (Manifesto of the Equals), đã yêu cầu "cộng đồng cùng hưởng thụ thành quả của trái đất" và ông mong chờ sự biến mất của "phân biệt đáng kinh tởm của giàu và nghèo, lớn và nhỏ, của các chủ nhân và người hầu, của các người cai trị và kẻ bị trị”. Maréchal đã chỉ trích không chỉ việc phân phối tài sản bất bình đẳng, mà còn cả cách thức tôn giáo thường được sử dụng để biện minh cho sự vô luân trong truyền giáo. Ông xem mối liên hệ giữa tôn giáo và cái mà sau này được gọi là chủ nghĩa tư bản (mặc dù không phải ở thời của ông) là hai mặt của cùng một đồng tiền hư. Ông đã từng nói: "Đừng sợ Chúa của bạn - hãy sợ chính bạn. Bạn là người tạo ra những rắc rối và niềm vui của chính mình. Thiên đường và địa ngục nằm trong chính tâm hồn bạn."
Sylvain Maréchal đã tham gia trực tiếp với "Âm mưu của những người bình đẳng" (Conspiracy of the Equals), một nỗ lực thất bại trong việc lật đổ chế độ quân chủ của Pháp và thiết lập một chủ nghĩa xã hội nông nghiệp không chính phủ. Ông đã làm việc với Gracchus Babeuf không chỉ trong việc viết về một đất nước vô trị trông như thế nào, mà còn về làm thế nào để đạt được nó. Hai người họ là bạn bè, mặc dù không phải lúc nào cũng đồng ý, đặc biệt là với tuyên bố của Maréchal về việc bình đẳng quan trọng hơn nghệ thuật.

### Joseph Déjacque và các cuộc cách mạng năm 1848

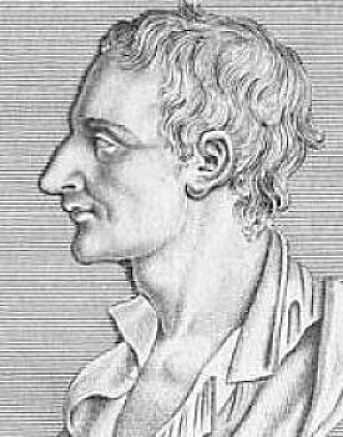
Sylvain Maréchal, nhà triết học vô thần thế kỷ 18 và người có niềm tin quân bình. Các ý tưởng của ông là nền tảng ban đầu cho những phát triển tư tưởng của chủ nghĩa vô trị và chủ nghĩa xã hội không tưởng

Một người cộng sản vô trị ban đầu là Joseph Déjacque, người đầu tiên tự mô tả mình là "người theo chủ nghĩa tự do". Không giống như Proudhon, ông cho rằng, "cái mà người lao động có quyền được nhận không phải là chính sản phẩm họ sản xuất ra mà là sự thoả mãn nhu cầu của họ, bẩt kể chúng là gì". Theo nhà sử học theo chủ nghĩa vô trị Max Nettlau, việc sử dụng thuật ngữ "chủ nghĩa cộng sản tự do" đầu tiên là vào tháng 11 năm 1880, khi một đại hội vô trị Pháp sử dụng từ này để xác định rõ ràng hơn các học thuyết của nó. Nhà báo theo chủ nghĩa vô trị người Pháp Sébastien Faure, sau này là người sáng lập và biên tập bộ Bách khoa toàn thư về chủ nghĩa vô trị gồm bốn tập, bắt đầu xuất bản tuần báo Le Libertaire (Tạm dịch: Người theo chủ nghĩa tự do) vào năm 1895.
Déjacque từ chối chủ nghĩa Blanquism, một chủ nghĩa dựa trên sự phân chia giữa "các đệ tử của Kiến trúc sư vĩ đại của người dân' và "dân chúng, hoặc một bầy đàn thô tục." Ông ấy cũng phản đối tất cả các biến thể của chủ nghĩa cộng hòa xã hội (social republicanism), phản đối chế độ độc tài của một người, và phản đối "chế độ độc tài của những đứa trẻ thần đồng của giai cấp vô sản." Về vấn đề cuối cùng trong số này, ông viết rằng: "một ủy ban độc tài bao gồm công nhân chắc chắn sẽ tự phụ và kém năng lực nhất, và do đó là thứ phản cách mạng nhất có thể tồn tại [...] (Thà có kẻ thù đáng nghi nắm quyền còn hơn là có bạn bè không rõ ràng)." Ông cho rằng "sáng kiến vô trị," "ý chí hợp lý" và "quyền tự quyết của mỗi người" là những điều kiện cho cuộc cách mạng xã hội của giai cấp vô sản; với biểu hiện đầu tiên của nó là rào cản của tháng 6 năm 1848 (xem Cách mạng năm 1848). Theo quan điểm của Déjacque, một chính phủ phát sinh từ một cuộc nổi dậy sẽ vẫn là một thứ phản động đối với tự do của giai cấp vô sản. Hay đúng hơn, sự tự do như thế chỉ có thể nảy sinh và phát triển bởi quần chúng tự đào thải "định kiến độc tài" bằng cách mà nhà nước tự tái tạo chức năng chính của nó là đại diện và ủy quyền. Déjacque đã viết rằng: "Với chính phủ, tôi hiểu là tất cả sự ủy quyền, tất cả quyền lực bên ngoài nhân dân," mà phải bị thay thế, trong một quá trình mà chính trị được vượt qua, bởi "những người trực tiếp nắm giữ chủ quyền của họ," hay "xã có tổ chức."
Đối với Déjacque, chủ nghĩa cộng sản vô trị lý tưởng sẽ hoàn thành chức năng kích động mỗi người vô sản khám phá tiềm năng con người của chính họ, ngoài việc sửa chữa sự thiếu hiểu biết của những người vô sản về "khoa học xã hội."

### Hội Liên hiệp Lao động Quốc tế
Là một triết lý kinh tế-chính trị hiện đại, chặt chẽ, chủ nghĩa cộng sản vô trị được hình thành đầu tiên trong phần Ý của Đệ Nhất Quốc tế bởi Carlo Cafiero, Emilio Covelli, Errico Malatesta, Andrea Costa và những người cộng hòa cũ khác ở Mazzinia. Những người theo chủ nghĩa vô trị tập thể ủng hộ việc trả công theo hình thức và công sức lao động tuân theo nguyên tắc "cho mỗi người tùy theo việc làm" ("to each according to deeds"), nhưng họ cũng đã đề xuất khả năng là sau cách mạng chuyển đổi sang hệ thống cộng sản thì sẽ phân phối theo nhu cầu. Như James Guillaume (một cộng sự của Mikhail Bakunin) đã nói trong tiểu luận Các ý tưởng về tổ chức xã hội (1876) (Ideas on Social Organization): "Khi [...] sản xuất vượt quá tiêu dùng [...] mọi người sẽ lấy ra những gì mình cần từ nguồn dự trữ xã hàng háo dồi dào của xã hội mà không sợ bị cạn kiệt; và tình cảm đạo đức mà sẽ được phát triển cao hơn giữa những người lao động tự do và bình đẳng, sẽ ngăn chặn hoặc giảm thiểu đáng kể sự lạm dụng và lãng phí."

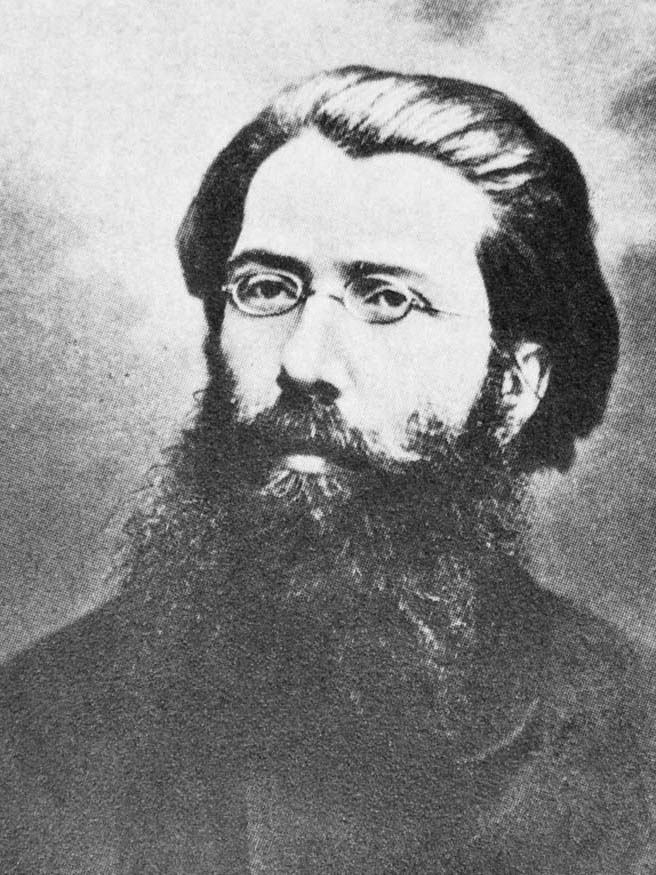
Carlo Cafiero, người đầu tiên thoát ly khỏi chủ nghĩa vô trị tập thể của Mikhail Bakunin và chủ trương vô trị cùng với cộng sản

Những người vô trị tập thể chủ trương tập thể hóa phương tiện sản xuất, cùng lúc vẫn duy trì việc trả công tương ứng với số lượng và loại hình lao động của mỗi cá nhân. Nhưng những người cộng sản vô trị thì lại mở rộng khái niệm sở hữu chung đối với cả sản phẩm lao động. Trong khi cả hai nhóm đều lập luận chống đối chủ nghĩa tư bản, những người cộng sản vô trị đã tách khỏi Proudhon và Bakunin. Điều này có nghĩa là người người cộng sản vô trị từ chối quan niệm là các cá nhân có quyền sỡ hữu đối với sản phẩm lao động của cá nhân họ và có quyền được trả công cho các đóng góp cụ thể của họ vào sản xuất. Thay vào đó, Errico Malatesta nói rằng "thay vì tạo khả năng gây ra nhầm lẫn trong việc phân biệt mỗi người làm gì, hãy cùng nhau lao động và cho rằng mọi thứ là của chung. Như thế này, mỗi người sẽ cống hiến cho xã hội những gì anh ta có thể cho đến khi tất cả sản xuất đầy đủ cho mọi người; và mỗi người sẽ lấy chỉ những gì cần thiết, hạn chế nhu cầu của họ chỉ cho những thứ mà không có dồi dào cho mọi người."

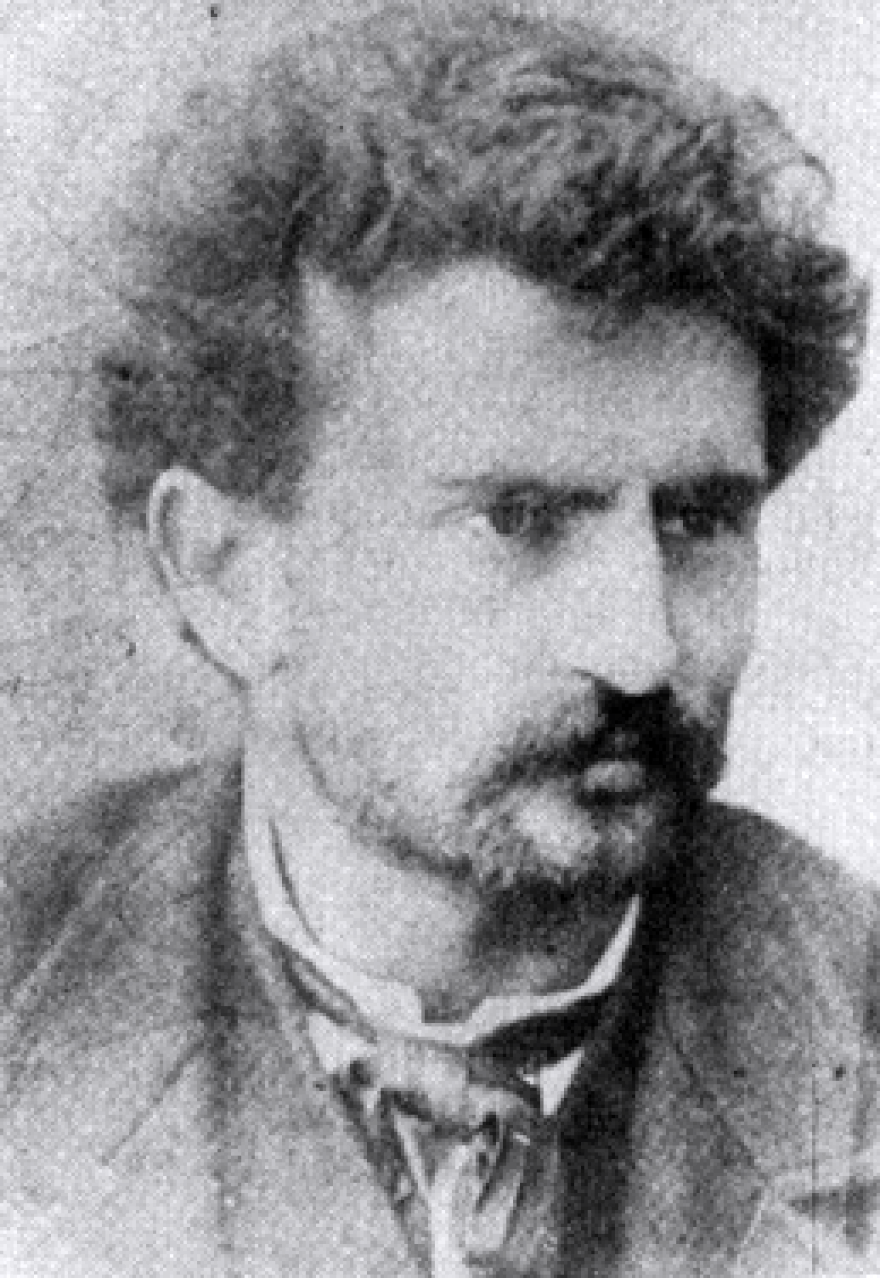
Errico Malatesta

Trong cuốn sách "Vô trị và cộng sản" (Anarchy and Communism) (viết năm 1880), Carlo Cafiero giải thích rằng sự sở hữu tư nhân của cá sản phẩm lao động sẽ dẫn đến sự tích lũy tư bản không bình đẳng và do đó làm xuất hiện lại các giai cấp xã hội và sự đối lập của chúng; và từ đó, hồi sinh nhà nước: "Nếu chúng ta bảo tồn sự chiếm đoạt (sỡ hữu) cá nhân đối với sản phẩm lao động, chúng ta sẽ buộc phải giữ lại khái niệm tiền bạc, dẫn đến sự tích lũy ít nhiều của cải tùy theo sự "xứng đáng" của mỗi người thay vì là theo nhu cầu của họ". Tại Hội nghị Florence của Liên đoàn Quốc tế Ý vào năm 1876 (mà phải tổ chức trong một khu rừng bên ngoài Florence do hoạt động của cảnh sát), họ đã tuyên bố các nguyên tắc của chủ nghĩa cộng sản vô trị như sau:
Liên đoàn Quốc tế Ý coi tài sản chung của sản phẩm lao động là sự bổ sung cần thiết cho chương trình chủ nghĩa tập thể. Sự trợ giúp của tất cả mọi người sẽ thỏa mãn nhu cầu của mỗi người là quy tắc duy nhất của sản xuất và tiêu dùng tương ứng với nguyên tắc đoàn kết. Đại hội liên bang tại Florence (The federal congress at Florence) đã chứng minh một cách thuyết phục quan điểm của Quốc tế Ý về điểm này.

Báo cáo trên được viết trong một bài báo của Malatesta và Cafiero trên bản tin của Liên đoàn Jura Thụy Sĩ (Swiss Jura Federation) vài thàng sau cùng năm đó.

### Peter Kropotkin
Peter Kropotkin (1842–1921), thường được coi là nhà lý luận quan trọng nhất của chủ nghĩa cộng sản vô trị, đã phác thảo những ý tưởng kinh tế của ông trong "Cuộc chinh phục bánh mì" (The Conquest of Bread) và "Cánh đồng, Nhà máy và Công Xưởng" (Fields, Factories and Workshops). Kropotkin cảm thấy rằng hợp tác có lợi hơn là cạnh tranh. Ông ấy lập luận trong "Mutual Aid: A Factor of Evolution" (công trình lớn nhất của ông) rằng điều này được minh họa rõ ràng trong tự nhiên. Ông ủng hộ bãi bỏ sở hữu tư nhân (trong khi vẫn tôn trọng tài sản cá nhân) thông qua việc "trưng thu toàn bộ của cải xã hội" xuất phát từ chính người dân, và ủng hộ nền kinh tế được điều phối thông qua một mạng lưới các hiệp hội tự nguyện "phẳng," với hàng hóa được phân phối theo nhu cầu vật chất của cá nhân, thay vì lao động người ấy cống hiến. Ông lập luận thêm rằng những "nhu cầu" này, khi xã hội tiến bộ, sẽ không chỉ đơn thuần là nhu cầu vật chất mà "ngay khi nhu cầu vật chất của người ta được thỏa mãn, những nhu cầu khác, về tính cách nghệ thuật, sẽ thúc đẩy bản thân họ hăng hái hơn. Các mục tiêu trong cuộc sống thay đổi theo mỗi cá nhân; và xã hội càng văn minh thì cá nhân càng được phát triển và mong muốn càng đa dạng." Ông khẳng định rằng trong chủ nghĩa cộng sản vô trị, "nhà cửa, ruộng đồng và nhà máy sẽ không còn là tài sản tư nhân nữa, và chúng sẽ thuộc về công xã hoặc quốc gia. Và tiền, lương, cùng với thương mại sẽ bị bãi bỏ."

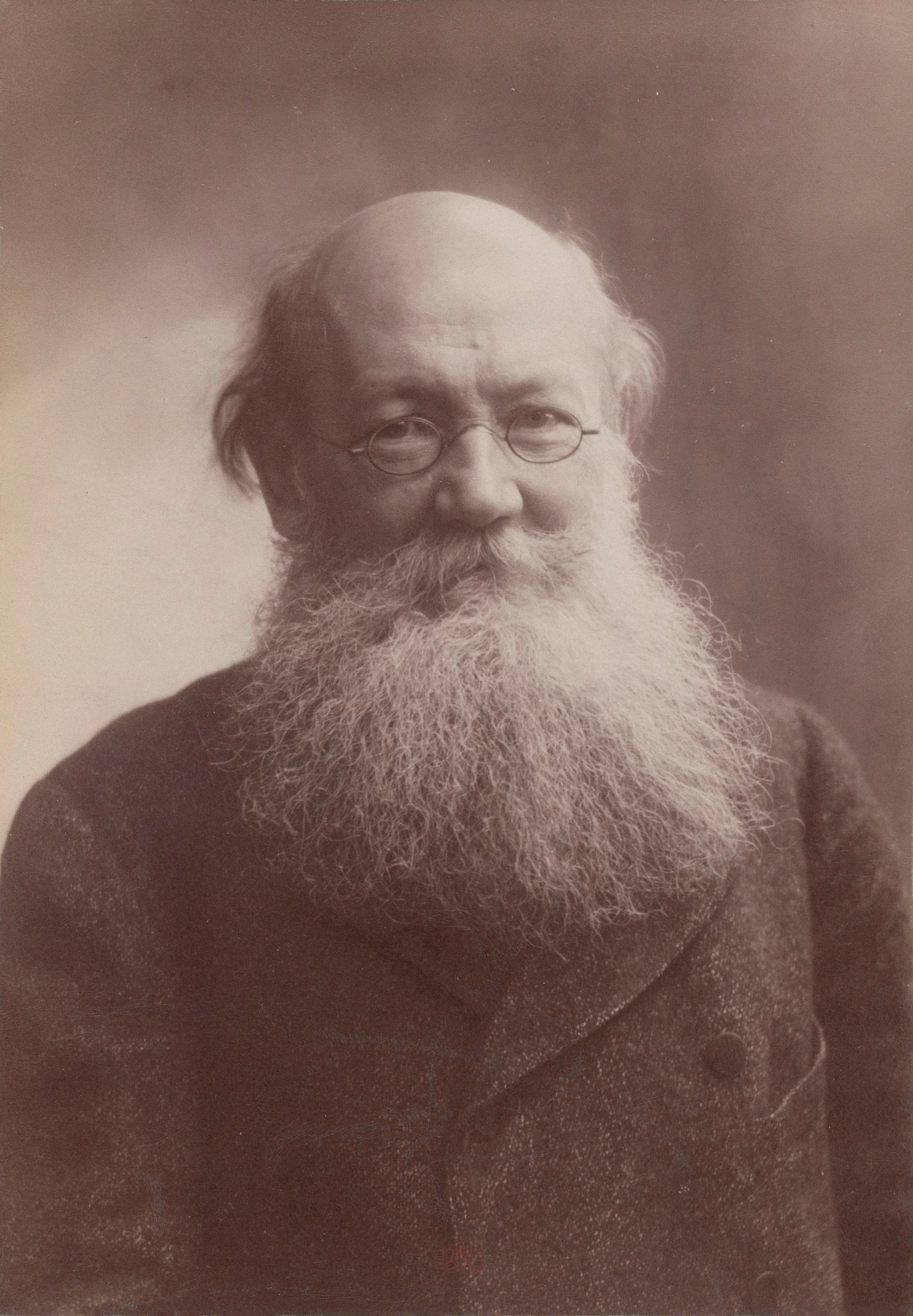
Peter Kropotkin

Cá nhân và nhóm sẽ sử dụng và kiểm soát các tài nguyên họ cần, vì mục đích của chủ nghĩa cộng sản vô chính phủ là để cho "sản phẩm thu hoạch hay sản xuất được có sẵn cho tất cả, cho mỗi người tự do tiêu thụ chúng tùy thích trong nhà của mình". Ông ủng hộ việc trưng thu tài sản tư nhân và biến chúng thành hàng hóa của chung mọi người (nhAưng cùng lúc vẫn tôn trọng tài sản cá nhân). Như thế thì có thể đảm bảo rằng mọi người sẽ có quyền lấy những gì họ cần mà không bị buộc phải bán sức lao động. Kropotkin lập luận như sau:

 
Chúng tôi chẳng muốn cướp từ ai áo khoác của anh ta, chúng tôi muốn đưa cho các công nhân những thứ mà, nếu họ thiếu, sẽ biến họ thành con mồi béo bở cho những kẻ bóc lột. Và chúng tôi sẽ cố gắng hết sức để không ai thiếu bất kể cái gì, để không một người nào phải buộc bán sức cánh tay phải của anh ta chỉ để kiếm được một cuộc sống tối thiểu và nghèo đói cho anh và con của anh ta. Đây là ý của chúng tôi khi chúng tôi nói về sung công [...].— Peter Kropotkin, The Conquest of Bread
Ông nói rằng một "người nông dân chỉ sở hữu mỗi một khu đất mà anh ta có thể canh tác" và "một gia đình sống trong một ngôi nhà chỉ đủ không gian [...] được coi là cần thiết cho họ" và nghệ nhân "làm việc bằng các công cụ của riêng họ" sẽ không bị ảnh hưởng trong chiến dịch sung công. Ông lập luận rằng "tên địa chủ mắc nợ sự giàu có của hắn từ sự nghèo khổ của nông dân, và của cải của nhà tư bản cũng đến từ cùng nguồn giống vậy." Và vì đó, sung công thì chỉ sẽ lấy từ những kẻ cướp những thứ bị cướp và trả lại cho người bị bóc lột, không hể đụng đến cuộc sống của những người bị bóc lột.
Tóm lại, Kropotkin mô tả một nền kinh tế cộng sản vô chính phủ sẽ vận hành như sau:
Hãy hình dung một xã hội bao gồm vài triệu cư dân làm nông nghiệp và nhiều ngành công nghiệp—ví dụ như Paris, với Sở Seine-et-Oise. Giả sử rằng trong xã hội này tất cả trẻ em đều học cách làm việc bằng tay cũng như bằng não. Và hãy cho rằng tất cả những người trưởng thành [...] tự ràng buộc mình phải làm việc 5 giờ mỗi ngày từ 22 tuổi đến 45 hoặc 50, và rằng họ chọn làm những công việc mà họ đã chọn trong bất kỳ ngành nào được coi là cần thiết. Một xã hội như vậy sẽ có thể đảm bảo hạnh phúc cho tất cả các thành viên của nó; có nghĩa là một cuộc sống hạnh phúc đáng kể hơn những gì mà tầng lớp trung lưu được hưởng ngày nay. Và hơn nữa, mỗi người lao động trong xã hội này sẽ có ít nhất 5 giờ mỗi ngày mà anh ta có thể dành cho khoa học, nghệ thuật và các nhu cầu cá nhân không thuộc loại nhu cầu thiết yếu. Nhưng sau này, các nhu cầu không cần thiết này sẽ trở nên cân thiết, khi năng suất của con người tăng lên và những đồ vật đó sẽ không còn xa xỉ hoặc không thể tiếp cận nữa.— Peter Kropotkin, The Conquest of Bread

### Chủ nghĩa tổ chức so với Chủ nghĩa nổi dậy

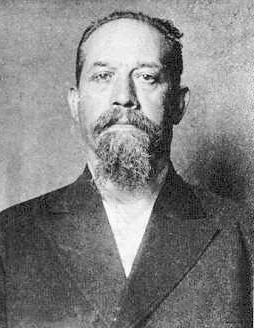
Luigi Galleani, một người ủng hộ có ảnh hưởng lớn cho chủ nghĩa vô trị nổi dậy

Tại hội nghị Berne của Hiệp hội Công nhân Quốc tế năm 1876, nhà vô trị Ý Errico Malatesta lập luận rằng cuộc cách mạng sẽ "bao gồm nhiều hành động hơn là lời nói," và ông nói thêm rằng hành động trực tiếp là hình thức tuyên truyền hiệu quả nhất. Trong bản tin của Liên đoàn Jura, ông tuyên bố "Liên đoàn Ý tin rằng sự thật về cách mạng, chắc chắn sẽ chứng thật các nguyên tắc xã hội chủ nghĩa bằng hành động, sẽ là phương tiện tuyên truyền hiệu quả nhất."
Khi chủ nghĩa cộng sản vô trị xuất hiện vào giữa thế kỷ 19, nó đã tham gia vào một cuộc tranh luận gay gắt với chủ nghĩa tập thể Bakuninist và chính trong phong trào vô trị về việc tham gia vào chủ nghĩa công đoàn và phong trào công nhân cũng như các vấn đề khác. Vì vậy, trong "lý thuyết về cuộc cách mạng" của chủ nghĩa cộng sản vô trị do Peter Kropotkin và những người khác, họ giải thích rằng "chính những người trỗi dậy mới là tác nhân thực sự chứ không phải giai cấp công nhân được tổ chức trong doanh nghiệp (bộ phận thuộc phương thức sản xuất theo chủ nghĩa tư bản). Chính là những người đó sẽ tìm cách khẳng định mình với tư cách là sức mạnh lao động để trở thành một cơ quan công nghiệp hoặc bộ não xã hội (người quản lý) 'hợp lý' hơn những người sử dụng lao động."
Từ 1880 đến 1890, với góc nhìn là một cuộc cách mạng sẽ sớm xảy ra, những người cộng sản vô trị thời đó phản đối phong trào công nhân chính thức (mà lúc đó đang trong quá trình hình thành). Họ không chỉ phản đối các đấu tranh chính trị "statist" (nghĩa là đấu tranh để ủng hộ một nhà nước nhiều quyền lực) mà còn phản đối đình công để đưa ra yêu cầu về tiền lương hoặc các yêu cầu khác, hoặc do công đoàn tổ chức." Tuy nhiên, họ không phản đối đình công dùng là phương thức cách mạng, họ chỉ phản các công đoàn và cuộc đấu tranh để làm 8 giờ mỗi ngày. Xu hướng chống cải cách (nói chính xác là cải cách chậm) này đi kèm với xu hướng chống tổ chức, và các người ủng hộ mạnh của chủ nghĩa đã tuyên bố họ ủng hộ việc kích động những người thất nghiệp để chiếm đoạt và buộc sự chia sẻ của thực phẩm và các mặt hàng khác. Thêm nữa, họ còn ủng hộ đình công chiếm đoạt (expropriatory strike) và, trong một số trường hợp, ủng hộ 'sự giành lại cá nhân' (tức là sự cướp của cải từ người giàu bời người nghèo) hoặc các hành động khủng bố.
Ngay cả sau khi chính Peter Kropotkin và những người khác vượt qua sự dè dặt ban đầu rồi quyết định gia nhập các liên đoàn lao động, vẫn còn những người "cộng sản vô trị chống chủ nghĩa công đoàn." Ở Pháp, những người này tập trung xung quanh Le Libertaire của Sébastien Faure. Từ năm 1905 trở đi, những người Nga tương ứng với những người nói trên trở thành người ủng hộ mạnh của chủ nghĩa khủng bố kinh tế (economic terrorism) và "chiếm đoạt bất hợp pháp" (Illegal expropriation). Chủ nghĩa bất hợp pháp (Illegalism) nổi lên thành một thực tiễn và trong chủ nghĩa này "những hành động các kẻ đánh bom và sát thủ vô trị (đây là "tuyên truyền bằng hành động") và các kẻ trộm vô trị (đây là sự "giành lại của cá nhân") bày tỏ sự tuyệt vọng và sự từ chối bạo lực của họ đối với một xã hội không thể chịu nổi. Hơn nữa, họ rõ ràng là để làm gương, là mời gọi nổi dậy."
Những người ủng hộ cho những chiến thuật này bao gồm Johann Most, Luigi Galleani, Victor Serge, Giuseppe Ciancabilla và Severino Di Giovanni, và bao gồm nhiều người khác nữa. Người Ý Giuseppe Ciancabilla (1872–1904) đã viết trong tác phẩm "Chống lại tổ chức" (Against Organization) rằng "chúng tôi không muốn các chương trình chiến thuật, và từ đó chúng tôi cũng không muốn tổ chức. Đã thiết lập mục tiêu, mục đích cuối cùng của chúng tôi rồi, chúng tôi để cho mọi người theo chủ nghĩa vô trị được tự do lựa chọn phương tiện mà ý thức, trình độ học vấn, tính khí, tinh thần chiến đấu của anh ta cho là tốt nhất. Chúng tôi không hình thành các chương trình cố định và chúng tôi không thành lập các đảng nhỏ hay lớn. Thay vào đó, chúng tôi sẽ đến với nhau một cách tự phát, không theo tiêu chí lâu dài, tùy theo sở thích nhất thời cho một mục đích cụ thể. Và chúng tôi liên tục thay đổi các nhóm này khi những mục đích mà chúng tôi đã liên kết để đạt được chấm dứt. Các mục tiêu và nhu cầu khác sẽ nảy sinh và phát triển trong chúng tôi và thúc đẩy chúng tôi tìm kiếm cộng tác viên mới, những người nghĩ như chúng tôi trong hoàn cảnh cụ thể đó."
Vào những năm 1880, chủ nghĩa cộng sản vô trị đã có mặt ở Hoa Kỳ như có thể thấy trong ấn phẩm "Tự do: Một tạp chí cách mạng cộng sản vô trị hàng tháng" (Freedom: A Revolutionary Anarchist-Communist Monthly) của Lucy Parsons và Lizzy Holmes. Trong thời gian bà ấy ở Mỹ, Lucy Parsons đã tranh luận với người cộng sản vô trị Emma Goldman về vấn đề tự do yêu đương và nữ quyền. Một tạp chí cộng sản vô trị khác xuất hiện sau ở Hoa Kỳ có tên là "The Firebrand." Hầu hết các ấn phẩm về chủ nghĩa vô trị ở Hoa Kỳ đều bằng tiếng Yiddish, tiếng Đức hoặc tiếng Nga, nhưng Free Society được xuất bản bằng tiếng Anh, cho phép phổ biến tư tưởng cộng sản vô trị cho những người nói tiếng Anh ở Hoa Kỳ. Vào khoảng thời gian đó, những thành phần cộng sản vô trị Mỹ này tranh luận với nhóm theo chủ nghĩa vô chính phủ cá nhân (individualist anarchist) xung quanh Benjamin Tucker. Vào tháng 2 năm 1888, Alexander Berkman rời quê hương Nga đi đến Hoa Kỳ. Một lúc sau khi đến New York, Berkman trở thành một người vô trị thông qua việc tham gia vào các nhóm được thành lập để vận động giải phóng những người bị kết án trong vụ đánh bom Haymarket năm 1886. Ông cũng như Emma Goldman sớm chịu ảnh hưởng của Johann Most, nhà vô trị nổi tiếng nhất Hoa Kỳ; và ông cũng là một người chủ trương tuyên truyền bằng hành động—attentat, hay bạo lực được thực hiện để khuyến khích quần chúng nổi dậy. Berkman trở thành người sắp chữ cho tờ báo Freiheit của Most.
Theo nhà sử học theo chủ nghĩa vô trị Max Nettlau, việc sử dụng thuật ngữ "chủ nghĩa cộng sản tự do" đầu tiên là vào tháng 11 năm 1880, khi một đại hội vô trị Pháp sử dụng từ này để xác định rõ ràng hơn các học thuyết của nó. Nhà báo vô trị người Pháp Sébastien Faure bắt đầu xuất bản tuần báo Le Libertaire ("Người theo chủ nghĩa tự do") vào năm 1895.

### Phương pháp tổ chức: Chủ nghĩa cương lĩnh và Chủ nghĩa tổng hợp

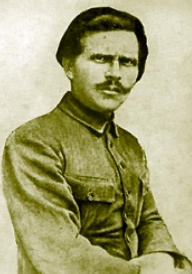
Nestor Makhno

Ở Ukraina, thủ lĩnh du kích cộng sản vô trị Nestor Makhno đã lãnh đạo một đội quân vô trị độc lập ở Ukraina trong cuộc Nội chiến Nga. Là chỉ huy của Quân đội nổi dậy cách mạng nông dân Ukraina, còn được gọi là Hắc Quân vô trị, Makhno đã lãnh đạo một chiến dịch du kích chống lại cả Hồng Quân Bolshevik và Bạch Vệ theo chủ nghĩa quân chủ. Phong trào cách mạng tự trị mà ông tham gia đã thực hiện nhiều hiệp ước quân sự chiến thuật khác nhau trong khi chống lại vài lực lượng khác nhau, và phong trào Makhnovshchyna cam kết chống lại quyền lực của nhà nước, dù là tư bản hay Bolshevik. Sau khi đẩy lùi thành công lực lượng Quốc gia Áo-Hung, Bạch Vệ và Quân chủ nghĩa dân tộc Ukraina, lực lượng dân quân theo chủ nghĩa Makhno và các vùng lãnh thổ cộng sản vô trị ở Ukraina cuối cùng đã bị quân đội Bolshevik đánh bại.
Trong Cách mạng México, Đảng Tự do Mexico được thành lập. Và trong suốt đầu những năm 1910, đảng này đã lãnh đạo một loạt các cuộc tấn công quân sự dẫn đến sự chinh phục và chiếm đóng của một số thị trấn và quận huyện ở Baja California dưới sự lãnh đạo của người cộng sản vô trị Ricardo Flores Magón. "Cuộc chinh phục bánh mì" của Kropotkin (mà Flores Magón coi là một loại "kinh thánh" của chủ nghĩa vô trị) được dùng làm cơ sở cho các xã cách mạng chỉ tồn tại được một thời gian ngắn ở Baja California trong Cuộc nổi dậy Magónista năm 1911. Trong Cách mạng México, Emiliano Zapata cùng quân đội và đồng minh của ông, bao gồm cả Pancho Villa, đấu tranh cho cải cách nông nghiệp ở Mexico. Cụ thể, họ muốn thiết lập các quyền cộng đồng về đất đai cho cộng đồng dân cư bản địa của Mexico, nơi hầu hết đã mất đất vào tay tầng lớp giàu có gốc Âu. Zapata có ảnh hưởng một phần bởi Ricardo Flores Magón. Ảnh hưởng này có thể được nhìn thấy trong Plan de Ayala của Zapatistas, nhưng còn đáng chú ý hơn là trong khẩu hiệu của họ (khẩu hiệu này chưa bao giờ được Zapata sử dụng) Tierra y libertad hay "đất đai và tự do," tiêu đề và châm ngôn của tác phẩm nổi tiếng nhất của Flores Magón. Sự giới thiệu với chủ nghĩa vô trị của Zapata đến tời một giáo viên địa phương, Otilio Montaño Sánchez, sau này là một vị tướng trong quân đội của Zapata (bị hành quyết vào ngày 17 tháng 5 năm 1917). Ông ấy là người đã cho Zapata tiếp xúc với các tác phẩm của Peter Kropotkin và Flores Magón cùng lúc trong khi Zapata đang quan sát và bắt đầu tham gia các cuộc đấu tranh của nông dân cho ruộng đất.
Một nhóm những người vô trị Nga lưu vong đã cố gắng giải quyết và giải thích những thất bại của phong trào vô trị trong Cách mạng Nga. Họ đã viết "Cương lĩnh tổ chức của Tổng liên minh những người theo chủ nghĩa vô trị" (Organizational Platform of the General Union of Anarchists). Nói chính xác thì là do Dielo Truda viết vào năm 1926. Cuốn pamfơlê này phân tích những niềm tin cơ bản của chủ nghĩa vô trị, đưa ra tầm nhìn về một xã hội vô trị và là các khuyến nghị về cách cấu trúc một tổ chức vô trị. Theo Platform, bốn nguyên tắc chính mà một tổ chức vô trị nên hoạt động dựa trên là thống nhất về tư tưởng, thống nhất về chiến thuật, hành động tập thể (collective action) và chủ nghĩa liên bang (federalism). Platform lập luận rằng "chúng ta cần một tổ chức đã thu hút thành công hầu hết những người tham gia vào phong trào vô trị. Và tổ chức này sẽ thiết lập một đường lối chiến thuật và chính trị chung cho chủ nghĩa vô trị và do đó đóng vai trò là người dẫn đường cho toàn bộ phong trào."
Platform thu hút sự chỉ trích mạnh mẽ từ nhiều thành phần trong phong trào vô trị thời ấy, bao gồm một số nhà vô trị có ảnh hưởng nhất như Voline, Errico Malatesta, Luigi Fabbri, Camillo Berneri, Max Nettlau, Alexander Berkman, Emma Goldman và Grigorii Maksimov. Nhưng Malatesta, ban đầu phản đối Platform, sau này lại đồng ý với Platform. Điều này xác nhận rằng sự khác biệt ban đầu về quan điểm là do sự nhầm lẫn ngôn ngữ: "Tôi thấy mình ít nhiều đồng ý với cách họ quan niệm về tổ chức vô trị (nghĩa là quan niệm của Platform khác xa với tinh thần độc đoán mà Platform dường như đã bày tổ), và tôi xác nhận niềm tin rằng đằng sau sự khác biệt về ngôn ngữ thực sự là những vị trí giống hệt nhau."

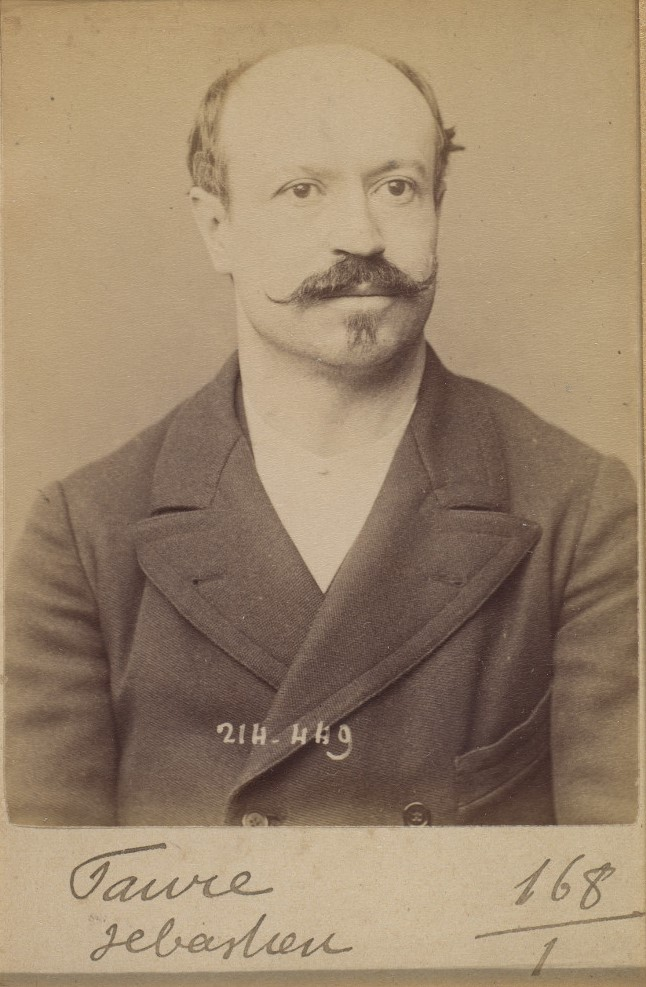
Sébastien Faure, người cộng sản vô trị Pháp ủng hộ chủ nghĩa tổng hợp

Có hai văn bản được viết bởi những người cộng sản vô trị Sébastien Faure và Volin, như là những lời phản hồi đối với Platform. Hai văn bản đề xuất những mô hình khác nhau nhưng đều là cơ sở cho khái niệm được gọi là tổ chức tổng hợp (organisation of synthesis), hay đơn giản là chủ nghĩa tổng hợp (synthesism). Năm 1924, Volin xuất bản một bài viết kêu gọi "sự tổng hợp vô trị" và cũng là tác giả của một bài báo về cùng chủ đề trong Encyclopedie Anarchiste của Sébastien Faure. Mục đích chính đằng sau sự tổng hợp là vì phong trào vô trị ở hầu hết các quốc gia được chia thành ba khuynh hướng chính: cộng sản vô trị, công đoàn vô trị (anarcho-syndicalism), cá nhân vô trị (individualist anarchism), và do vậy một tổ chức như vậy có thể tập hợp rất tốt những người vô trị thuộc ba khuynh hướng này. Faure trong văn bản "Tổng hợp vô trị" (Anarchist Synthesis) có quan điểm rằng "những trào lưu này [tức là những khuynh hướng vô trị nói trên] không mâu thuẫn mà bổ sung cho nhau, mỗi trào lưu đều có vai trò trong chủ nghĩa vô trị: chủ nghĩa công đoàn vô trị là sức mạnh của các tổ chức quần chúng và là cách tốt nhất để thực hiện chủ nghĩa vô trị; chủ nghĩa cộng sản tự do [tức cộng sản vô trị] là một xã hội tương lai được đề xuất dựa trên việc phân phối thành quả lao động theo nhu cầu của mỗi người; chủ nghĩa cá nhân vô trị là một sự phủ định áp bức và khẳng định quyền được phát triển của cá nhân, cố gắng thỏa mãn nhu cầu phát triển bằng mọi cách." Platform của Dielo Truda ở Tây Ban Nha cũng vấp phải sự chỉ trích mạnh mẽ. Miguel Jimenez, một thành viên sáng lập của Liên đoàn vô chính phủ Iberia (FAI), đã tóm tắt điều này như sau: quá nhiều ảnh hưởng của chủ nghĩa marx, nó đã gây chia rẽ sai lầm và làm phân chia vô trị giữa những người theo chủ nghĩa cá nhân và cộng sản vô trị, và nó muốn thống nhất phong trào vô trị theo đường lối của những người cộng sản vô trị. Miguel Jimenez cho là chủ nghĩa vô trị phức tạp hơn thế nhiều. Ông nhận xét rằng khuynh hướng vô trị không loại trừ lẫn nhau như những người theo chủ nghĩa cương lĩnh đã thấy và rằng cả quan điểm chủ nghĩa cá nhân và cộng sản đều có thể phù hợp với chủ nghĩa công đoàn vô trị. Sébastian Faure có những liên hệ mạnh ở Tây Ban Nha và vì vậy đề xuất của ông có nhiều tác động đến những người vô trị Tây Ban Nha hơn là nền tảng Dielo Truda mặc dù ảnh hưởng của chủ nghĩa vô trị theo chủ nghĩa cá nhân ở Tây Ban Nha yếu hơn ở Pháp. Mục tiêu chính ở đó là kết hợp chủ nghĩa cộng sản vô trị với chủ nghĩa công đoàn vô trị.
Gruppo Comunista Anarchico di Firenze chỉ ra rằng trong đầu thế kỷ 20, các thuật ngữ "chủ nghĩa cộng sản tự do" và "chủ nghĩa cộng sản vô trị" trở thành đồng nghĩa trong phong trào vô trị quốc tế do mối liên hệ chặt chẽ mà chúng có ở Tây Ban Nha (xem Chủ nghĩa vô trị ở Tây Ban Nha) (với chủ nghĩa cộng sản tự do trở thành thuật ngữ thịnh hành).

### Phong trào vô trị Hàn Quốc

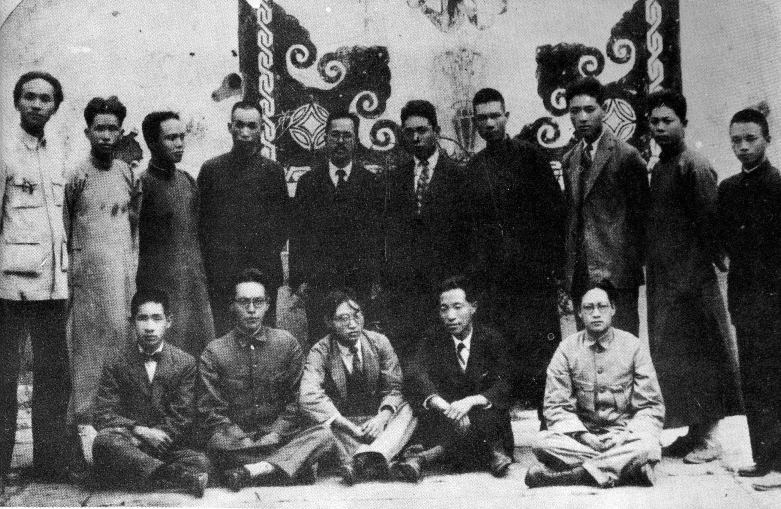
Hiệp hội Nhân dân Hàn Quốc ở Mãn Châu là một hội vô trị ở Hàn Quốc, hình thành dựa trên tương trợ và kinh tế tặng

Phong trào vô trị Hàn Quốc, do Kim Chwa-chin lãnh đạo, đã ứng dụng thành công chủ nghĩa cộng sản vô trị ở trong lãnh thổ Mãn Châu. Tuy nhiên, thành công không được lâu dài và phổ biến bằng chủ nghĩa vô trị ở Tây Ban Nha.

### Cách mạng Tây Ban Nha năm 1936

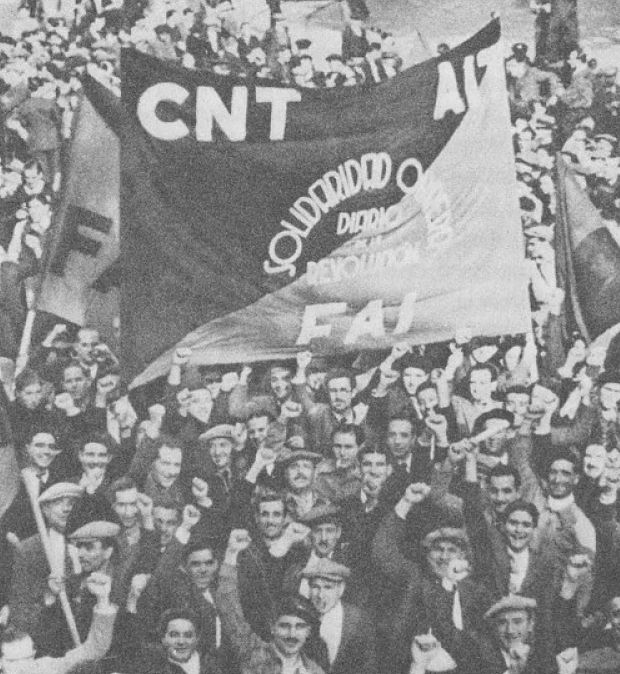
Những người vô trị trong cuộc Cách mạng Tây Ban Nha năm 1936

Ứng dụng rộng rãi nhất của các ý tưởng cộng sản vô trị (tức là được thiết lập xung quanh các ý tưởng như chúng tồn tại ngày nay và thu được sự chú ý cùng với công nhận của toàn thế giới trong lịch sử) đã xảy ra ở các lãnh thổ vô trị trong Cách mạng Tây Ban Nha.

Lá cờ ban đầu được thiết kế và sử dụng bởi liên minh theo chủ nghĩa công đoàn vô trị CNT-FAI của các công đoàn trong Nội chiến Tây Ban Nha đại diện cho phe vô trị của cuộc xung đột. Ngày nay, lá cờ thường được sử dụng bởi những người theo chủ nghĩa cộng sản vô trị, chủ nghĩa công đoàn vô trị, xã hội chủ nghĩa tự do và những người theo chủ nghĩa vô trị nói chung.

Ở Tây Ban Nha, công đoàn quốc gia theo chủ nghĩa công đoàn vô trị (anarcho-syndicalist) Confederación Nacional del Trabajo (CNT) ban đầu từ chối tham gia liên minh bầu cử mặt trận bình dân, và những người ủng hộ CNT bỏ phiếu trắng. Việc này đã dẫn đến sự chiến thắng của phe cánh hữu trong cuộc bầu cử. Năm 1936, CNT thay đổi chính sách và các lá phiếu của những người vô trị đã giúp đưa mặt trận bình dân trở lại nắm quyền. Nhiều tháng sau, giai cấp thống trị cũ đáp trả bằng một cuộc đảo chính không thành công gây ra Nội chiến Tây Ban Nha (1936–1939). Để đối phó với cuộc nổi dậy của quân đội, một phong trào nông dân và công nhân (lấy cảm hứng từ chủ nghĩa vô trị), có được hỗ trợ bởi lực lượng dân quân có vũ trang, đã giành quyền kiểm soát Barcelona và các khu vực rộng lớn của vùng nông thôn Tây Ban Nha, và tập hợp hóa đất đai ở đấy. Nhưng ngay cả trước khi chiến thắng phát xít vào năm 1939, những người vô trị đã bị đẩy lùi trong cuộc đấu tranh gay gắt với những người theo chủ nghĩa Stalin, những người đã kiểm soát việc phân phối viện trợ quân sự cho phe Cộng hòa từ Liên Xô. Các sự kiện được gọi là "Cách mạng Tây Ban Nha" là một cuộc cách mạng xã hội của công nhân bắt đầu từ khi Nội chiến Tây Ban Nha bùng nổ vào năm 1936 và dẫn đến việc thực hiện rộng rãi các nguyên tắc tổ chức xã hội theo chủ nghĩa vô trị và rộng rãi hơn, theo xã hội chủ nghĩa tự do (libertarian socialist) trên khắp các vùng khác nhau của đất nước trong hai đến ba năm, chủ yếu là Catalonia, Aragon, Andalusia và vài phần của Levante. Phần lớn nền kinh tế của Tây Ban Nha được đặt dưới sự kiểm soát của công nhân; ở các thành trì vô trị như Catalonia, sự kiểm soát của công nhân cao tới 75%, nhưng thấp hơn ở các khu vực có ảnh hưởng cao của Đảng Cộng sản Tây Ban Nha, do đảng đồng minh với Liên Xô tích cực chống lại các nỗ lực thực hiện tập thể hóa. Các nhà máy được điều hành thông qua các ủy ban công nhân, các khu vực nông nghiệp được tập thể hóa và hoạt động như các công xã tự do. Nhà sử học vô trị Sam Dolgoff ước tính rằng khoảng tám triệu người đã tham gia trực tiếp hoặc ít nhất là gián tiếp vào cuộc Cách mạng Tây Ban Nha, mà ông tuyên bố rằng "đã tiến gần hơn đến việc hiện thực hóa lý tưởng của một xã hội tự do không chính phủ trên quy mô rộng lớn hơn bất kỳ cuộc cách mạng nào khác trong lịch sử." Quân đội do người theo chủ nghĩa Stalin lãnh đạo đã đàn áp các tập thể và bắt bớ cả những người theo chủ nghĩa Marx bất đồng chính kiến và những người vô trị.

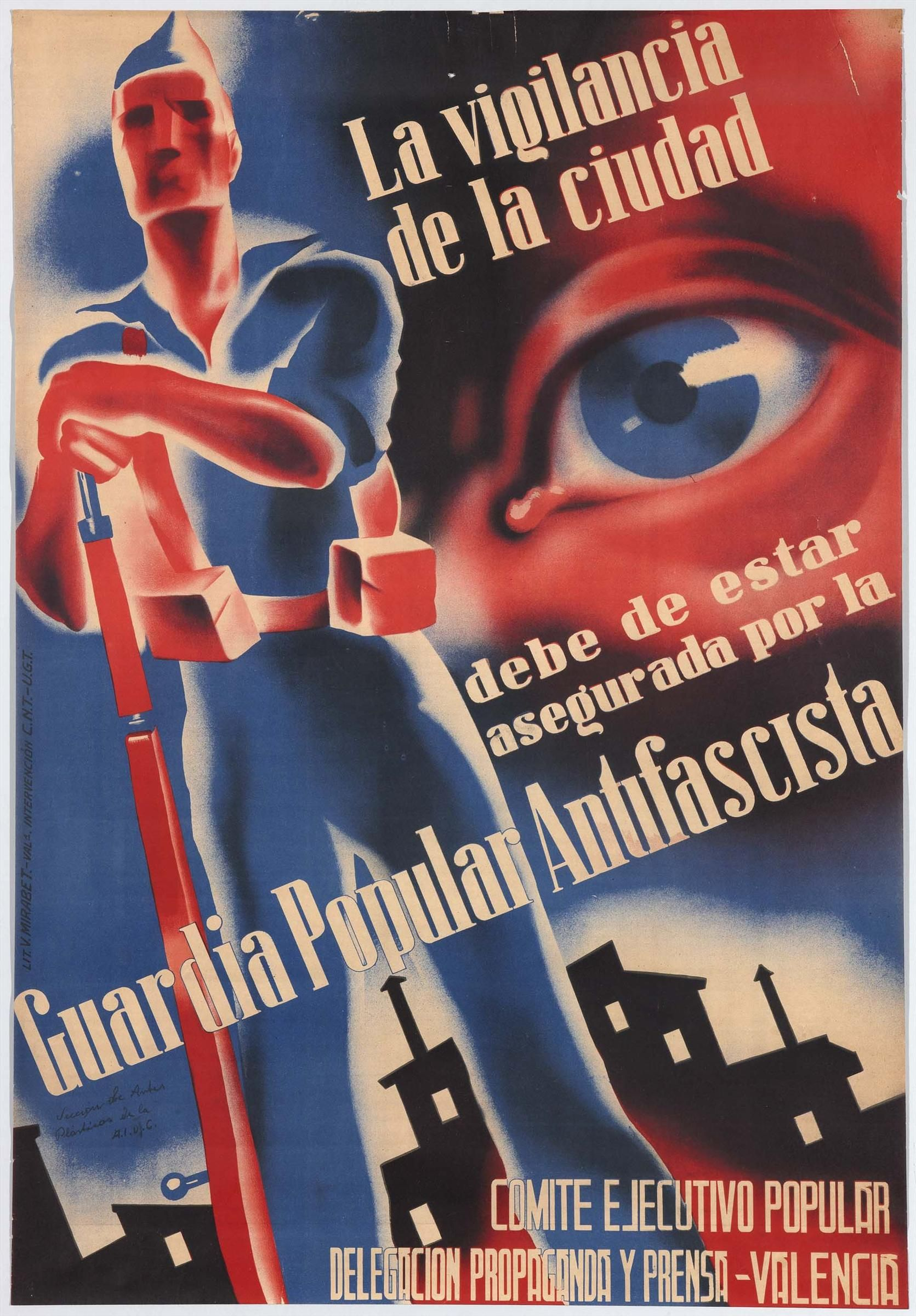
Một tấm áp phích chống phát xít từ các phe xã hội chủ nghĩa tự do ở Madrid, Tây Ban Nha có nội dung "Việc giám sát thành phố phải được đảm bảo bởi Lực lượng Vệ binh Bình dân Chống Phát xít" như một lời cảnh báo cho khủng bố theo chủ nghĩa quốc xã.

Mọi vùng thuộc khu vực không chính phủ của Tây Ban Nha đều trải qua quá trình tự quản lý của người lao động, tập thể hóa sản xuất nông nghiệp và công nghiệp. Và cho dù có nơi một phần sử dụng tiền hoặc có một mức độ tài sản tư nhân nhất định cùng với điều chỉnh thị trường chặt chẽ bởi các cộng đồng dân chủ, vẫn có những khu vực khác khắp Tây Ban Nha không sử dụng tiền, và tuân theo nguyên tắc “Làm theo năng lực, hưởng theo nhu cầu”. Một ví dụ là ngôi làng cộng sản tự do ở Alcora trong cộng đồng người Valencia, nơi hoàn toàn không có tiền, và việc phân phối tài sản và dịch vụ được thực hiện dựa trên nhu cầu thay vì dựa trên ai có đủ tiền để mua. Không có sự phân biệt giàu nghèo, và mọi người đều sở hữu chung mọi thứ. Các tòa nhà từng là cửa hàng được làm thành kho chứa. Thay vì là nơi mua bán (vốn không tồn tại ở Alcora trong chiến tranh) chúng là trung tâm phân phối, nơi mọi người có thể lấy tự do mà không phải trả tiền. Lao động chỉ được thực hiện cho sự hưởng thụ, với mức năng suất, chất lượng cuộc sống và sự thịnh vượng chung tăng lên đáng kể sau sự sụp đổ của thị trường. Quyền sở hữu chung về tài sản cho phép mỗi cư dân trong làng thỏa mãn nhu cầu của mình mà không hạ thấp bản thân vì lợi nhuận. Và mỗi cá nhân sống ở Alcora đều thấy mình là những người vô trị, không có bị cai trị và không có tài sản riêng.

### Những năm sau Thế chiến thứ hai
Chủ nghĩa cộng sản vô trị lại một lần nữa bắt đầu các cuộc tranh luận nội bộ về vấn đề tổ chức trong thời kỳ hậu Thế chiến thứ hai. Được thành lập vào tháng 10 năm 1935, Liên đoàn Cộng sản vô trị Argentina (FACA, Federación Anarco-Comunista Argentina) vào năm 1955 đổi tên thành Liên đoàn Tự do Argentina. Fédération Anarchiste (FA) được thành lập tại Paris vào ngày 2 tháng 12 năm 1945, và bầu người cộng sản vô trị George Fontenis làm thư ký đầu tiên của nó vào năm sau đấy. Nó bao gồm một phần lớn các nhà hoạt động từ FA cũ (đã hỗ trợ "Synthesis" của Voline) và một số thành viên của Union Anarchiste cũ (đã ủng hộ sự hỗ trợ CNT-FAI của cho chính phủ Cộng hòa trong Nội chiến Tây Ban Nha), cũng như một số người Kháng chiến trẻ tuổi. Năm 1950, một nhóm bí mật được thành lập trong FA có tên là Organisation Pensée Bataille (OPB) do George Fontenis lãnh đạo. "Tuyên ngôn của Chủ nghĩa Cộng sản Tự do" được viết vào năm 1953 bởi Georges Fontenis cho Federation Communiste Libertaire của Pháp. Đây là một trong những văn bản quan trọng của dòng suy nghĩ cộng sản vô trị được gọi là chủ nghĩa cương lĩnh. OPB đã thúc đẩy một động thái chứng kiến FA đổi tên thành Fédération Communiste Libertaire (FCL) sau Đại hội năm 1953 tại Paris, trong khi một bài báo trên Le Libertaire ám chỉ việc chấm dứt hợp tác với Nhóm Siêu thực Pháp do André Breton lãnh đạo.
Quy trình quyết định mới được thành lập dựa trên sự nhất trí: mỗi người đều có quyền phủ quyết đối với các vấn đề định hướng của liên đoàn. Cùng năm ấy, FCL xuất bản Manifeste du communisme libertaire. Một số nhóm rời FCL vào tháng 12 năm 1955 vì không đồng ý với quyết định đưa ra các "ứng cử viên cách mạng" vào những cuộc bầu cử lập pháp. Từ 15 đến 20 tháng 8 năm 1954, CNT tổ chức Ve intercontinental plenum (Hội nghị toàn thể liên lục địa). Có xuất hiện một nhóm được gọi là "Entente anarchiste." Nhóm này được thành lập bởi những chiến sĩ không thích định hướng tư tưởng mới mà OPB đưa ra cho FCL. Họ coi nó là độc tài và gần như là theo chủ nghĩa marx. FCL tồn tại cho đến năm 1956, ngay sau khi tham gia vào các cuộc bầu cử lập pháp cấp quốc gia với 10 ứng cử viên. Động thái này khiến một số thành viên của FCL xa lánh và do đó dẫn đến sự kết thúc của tổ chức. Một nhóm chiến sĩ không đồng ý với việc FA chuyển thành FCL đã tự tổ chức lại thành liên đoàn mới, tên là Federation Anarchiste (thành lập vào tháng 12 năm 1953). Tổ chức này có bao gồm những người thành lập L'Entente anarchiste. Những người này đã gia nhập FA mới rồi sau đó giải thể L'Entente anarchiste để gia nhập Federation Anarchiste. Những nguyên tắc cơ sở mới của FA được viết bởi người chủ nghĩa vô trị cá nhân Charles-Auguste Bontemps và người cộng sản vô trị Maurice Joyeux (Joyeux không theo chủ nghĩa cương lĩnh). Những nguyên tác này tạo ra một tổ chức với nhiều khuynh hướng và quyền tự chủ cho các nhóm khác nhau, cùng tổ chức xung quanh những nguyên tắc tổng hợp. Theo nhà sử học Cédric Guérin, "sự từ chối vô điều kiện của chủ nghĩa Marx đã trở thành một điểm nhận dạng quan trọng của Federation Anarchiste mới," và điều này được thúc đẩy mạnh, sau cuộc xung đột trước đó với George Fontenis và OPB của ông ấy.
Tại Carrara, Ý, Liên đoàn vô trị Ý được thành lập năm 1945. Họ thông qua "Hiệp ước liên kết" và "Chương trình vô trị" của Errico Malatesta. Thêm nữa, họ quyết định xuất bản tạp chí hàng tuần "Umanità Nova," lấy lại tên của tạp chí được xuất bản bởi Errico Malatesta. Bên trong FAI, Nhóm Hành động Vô sản Vô trị (Anarchist Groups of Proletarian Action; GAAP) được thành lập, do Pier Carlo Masini lãnh đạo. Nhóm này "đề xuất ra một Đảng Tự do với lý thuyết và thực tiễn vô trị phù hợp với thực tế kinh tế, chính trị và xã hội mới của Ý sau chiến tranh, với quan điểm quốc tế chủ nghĩa và sự hiện diện hiệu quả tại các nơi lao động." Nhóm GAAP ví bản thân họ với những phát triển tương tự trong phong trào Chủ nghĩa vô trị của Pháp do George Fontenis lãnh đạo.
Một xu hướng khác không hợp với cả FAI và GAAP bắt đầu nổi lên thành các nhóm cục bộ. Các nhóm này nhấn mạnh hành động trực tiếp, nhóm liên kết không chính thức và việc trưng thu để tài trợ cho hoạt động vô trị. Alfredo Maria Bonanno, một nhà vô trị nổi dậy có ảnh hưởng, sẽ nổi lên từ trong các nhóm này, chịu ảnh hưởng từ hoạt động của nhà vô trị lưu vong người Tây Ban Nha José Lluis Facerías. Vào đầu những năm 70, một khuynh hướng theo chủ nghĩa cương lĩnh xuất hiện trong Liên đoàn vô trị Ý. Khuynh hướng này đã biện luận cho sự gắn kết chiến lược sâu hơn và sự can thiệp xã hội vào phong trào công nhân; họ cùng lúc bác bỏ "Hiệp ước liên kết" của Malatesta mà FAI tuân theo. Các nhóm này bắt đầu tự tổ chức bên ngoài FAI, thành lập các tổ chức như O.R.A. từ Liguria (có tổ chức một Đại hội với sự tham dự của 250 đại biểu của các nhóm từ 60 địa điểm). Phong trào này có ảnh hưởng khá mạnh đến các phong trào autonomia của thập niên 70. Họ đã xuất bản Fronte Libertario della lotta di classe ở Bologna và Comunismo libertario từ Modena. Liên đoàn những người cộng sản vô trị (Federazione dei Comunisti Anarchici), hay FdCA, được thành lập vào năm 1985 tại Ý từ sự hợp nhất của Organizzazione Rivoluzionaria Anarchica (Tổ chức vô chính phủ Cách mạng) và Unione dei Comunisti Anarchici della Toscana (Liên minh cộng sản vô trị Tuscan).
Liên đoàn vô trị quốc tế (IAF / IFA) được thành lập trong một hội nghị quốc tế vô trị ở Carrara vào năm 1968 bởi ba liên đoàn vô trị châu Âu của Pháp (Fédération Anarchiste), Ý (Federazione Anarchica Italiana) và Tây Ban Nha (Federación Anarquista Ibérica), cùng với liên đoàn của Bungari lưu vong ở Pháp. Các tổ chức này cũng lấy cảm hứng từ những nguyên tắc tổng hợp.

### Thời đương đại
"Cộng sản Tự do" (Libertarian Communism) là một tạp chí xã hội chủ nghĩa, được thành lập vào năm 1974, và một phần do thành viên Đảng Xã hội chủ nghĩa Anh Quốc sản xuất. Ở Ý, Liên đoàn Vô trị Ý theo chủ nghĩa tổng hợp (Italian Anarchist Federation) và Liên đoàn người cộng sản vô trị theo chủ nghĩa nền tảng (Italian Anarchist Federation) vẫn tiếp tục tồn tại cho đến nay. Tuy nhiên, chủ nghĩa vô trị nổi dậy tiếp tục có ảnh hưởng đáng kẻ, như sự thành lập gần đây của Liên đoàn Không chính thức Vô trị cho thấy.
Trong những năm 1970, Fédération Anarchiste của Pháp phát triển thành sự kết hợp của các nguyên tắc của chủ nghĩa vô trị tổng hợp và chủ nghĩa nền tảng. Nhưng sau đó, các tổ chức theo chủ nghĩa nền tảng đã xuất hiện: Tổ chức cộng sản tự do (Pháp) vào năm 1976, và Alternative libertaire năm 1991. Tổ chức thứ hai còn tồn tại cho đến ngày nay cùng với tổ chức Fédération Anarchiste. Trong thời gian gần đây, các tổ chức chủ nghĩa nền tảng có thành lập mạng lưới International Libertarian Solidarity (hiện không còn tồn tại) và người kế nhiệm của nó, mạng lưới Anarkismo. Mạng lưới này được điều hành chung bởi khoảng 30 tổ chức chủ nghĩa nền tảng trên khắp thế giới.
Mặt khác, chủ nghĩa vô trị nổi dậy đương thời kế thừa quan điểm và chiến thuật của chủ nghĩa cộng sản vô trị chống tổ chức và chủ nghĩa phi pháp. Như đã nói trên, Liên đoàn không chính thức Vô trị là một tổ chức vô trị nổi dậy của Ý. Các nguồn tin tình báo Ý mô tả nó là có cấu trúc "phẳng" gồm các nhóm khủng bố vô trị khác nhau, thống nhất dưới niềm tin vào hành động vũ trang cách mạng. Năm 2003, nhóm này nhận trách nhiệm về một chiến dịch đánh bom nhắm vào một số tổ chức của Liên minh châu Âu.
Hiện tại, cùng với các liên đoàn đã đề cập trước đây, Liên đoàn Quốc tế những người Vô trị bao gồm Liên đoàn Tự do Argentina, Liên đoàn Vô trị Belarus, Liên đoàn người Vô trị ở Bulgaria, Liên đoàn Vô trị Séc-Slovakia, Liên đoàn người Vô trị nói tiếng Đức ở Đức và Thụy Sĩ, và Liên đoàn vô trị ở Vương quốc Liên hiệp Anh và Bắc Ireland.

## Lý thuyết kinh tế

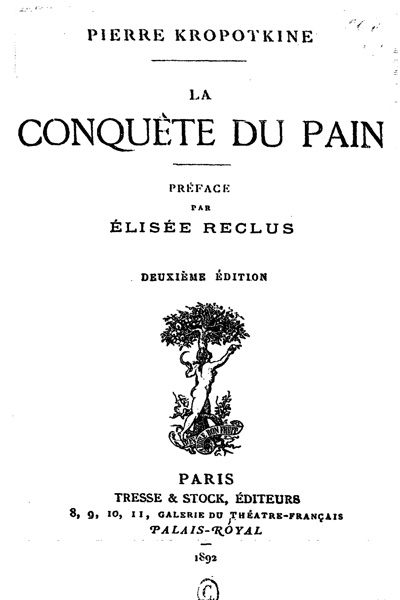
The Conquest of Bread bởi Peter Kropotkin, một tác phẩm có ảnh hưởng trình bày tầm nhìn kinh tế của chủ nghĩa cộng sản vô trị

Việc xóa bỏ tiền, giá cả và lao động làm công ăn lương là trọng tâm của chủ nghĩa cộng sản tự do. Với việc phân phối của cải dựa trên nhu cầu tự quyết định, mọi người sẽ được tự do tham gia vào bất kỳ hoạt động nào mà họ cảm thấy hài lòng nhất và sẽ không còn phải tham gia vào công việc mà họ không muốn làm và cũng không giỏi làm.
Những người theo chủ nghĩa cộng sản vô trị cho rằng không có cách hợp lệ nào để đo lường giá trị đóng góp kinh tế của một người nào vì tất cả của cải đều là sản phẩm chung của các thế hệ hiện tại và trước đó. Ví dụ, ta không thể đo lường giá trị sản xuất hàng ngày của một công nhân nhà máy mà không tính đến việc vận chuyển, thức ăn, nước uống, chỗ ở, thư giãn, hiệu suất máy móc, tâm trạng cảm xúc, v.v. đã đóng góp như thế nào vào sản xuất của họ. Để thực sự mang lại giá trị kinh tế "cứng" cho bất kỳ thứ gì, chúng ta cần phải tính đến một lượng lớn ngoại tác và các yếu tố đóng góp - đặc biệt là lao động hiện tại hoặc quá khứ góp phần như thế nào vào khả năng sử dụng lao động trong tương lai. Như Kropotkin đã nói: "Ta không thể có sự phân biệt nào giữa công việc của mỗi người. Đo lường công việc bằng kết quả của nó dẫn chúng ta đến sự phi lý; việc chia và đo chúng theo giờ tiêu cho công việc cũng dẫn chúng ta đến sự phi lý. Chỉ còn lại một điều: đặt nhu cầu thiết yếu trước việc làm, và trước hết là công nhận quyền được sống, và sau này công nhận những tiện nghi trong cuộc sống, cho tất cả những người tham gia sản xuất."
Chủ nghĩa cộng sản vô trị có chung nhiều đặc điểm với chủ nghĩa vô trị tập thể, nhưng thực sự thì hai đều khác biệt. Chủ nghĩa vô trị tập thể tin vào quyền sở hữu tập thể trong khi chủ nghĩa cộng sản vô trị phủ định toàn bộ khái niệm sở hữu, thay vào đó ủng hộ khái niệm sử dụng. Điều quan trọng là, mối quan hệ trừu tượng của "chủ nhà" và "người thuê nhà" sẽ không còn tồn tại, vì các chức danh như vậy được coi là xảy ra dưới sự cưỡng chế pháp lý có điều kiện và không hoàn toàn cần thiết để ở trong các tòa nhà hay không gian (quyền sở hữu trí tuệ cũng sẽ chấm dứt, vì chúng một dạng tài sản riêng). Ngoài việc tin rằng tiền thuê nhà và các khoản phí khác là bóc lột, những người cộng sản vô trị cảm thấy đây là những áp lực tùy tiện khiến mọi người thực hiện các chức năng không liên quan. Ví dụ, họ đặt câu hỏi tại sao một người phải làm việc 'X giờ' một ngày để chỉ sống ở một nơi nào đó. Vì vậy, thay vì làm việc có điều kiện vì đồng lương kiếm được, họ tin vào làm việc trực tiếp vì mục tiêu trước mắt.

## Các tranh luận triết lý

### Động lực
Người cộng sản vô trị từ chối khẳng định là lao động làm công ăn lương là cần thiết vì “bản chất con người” là lười biếng và ích kỷ. Họ thường chỉ ra rằng ngay cả những người được gọi là "người giàu nhàn rỗi" đôi khi cũng tìm thấy những việc hữu ích để làm mặc dù họ đã thỏa mãn tất cả các nhu cầu của họ bằng sức lao động của người khác. Những người nghĩa cộng sản vô trị nhìn chung không đồng ý với quan niệm rằng “bản chất con người” đã được định sẵn, và cho rằng văn hóa và hành vi của con người phần lớn được quyết định bởi xã hội và phương thức sản xuất. Nhiều người cộng sản vô trị, như Peter Kropotkin, cũng tin rằng xu hướng tiến hóa của con người là để con người hợp tác với nhau vì lợi ích chung và sự sống còn của mọi người thay vì tồn tại như những đối thủ cạnh tranh đơn độc, một quan điểm mà Kropotkin đã tranh cãi từ lâu.
Trong khi những người cộng sản vô trị như Peter Kropotkin hay Murray Bookchin tin rằng các thành viên của một xã hội như vậy sẽ tự nguyện thực hiện tất cả các lao động cần thiết vì họ sẽ nhận ra lợi ích của công trình cộng đồng và sự hỗ trợ lẫn nhau, thì những người cộng sản vô trị khác như Nestor Makhno và Ricardo Flores Magón lại cho rằng tất cả những người có thể làm việc trong một xã hội cộng sản vô trị phải có nghĩa vụ làm như vậy, ngoại trừ các nhóm như trẻ em, người già, bệnh tật hoặc người ốm yếu. Kropotkin không nghĩ rằng sự lười biếng hay phá hoại sẽ là một vấn đề lớn trong một xã hội cộng sản vô trị đích thực, nhưng ông đồng ý rằng một xã hội vô trị liên kết tự do có thể, và có lẽ nên, cố tình tách khỏi những người không thực hiện thỏa thuận cộng đồng của họ để cùng thực hiện công việc. Peter Gelderloos, dựa trên Kibbutz, lập luận rằng động lực trong một xã hội không tiền sẽ được tìm thấy ở sự hài lòng trong công việc, sự quan tâm đến cộng đồng, sự cạnh tranh về uy tín và sự khen ngợi từ các thành viên khác trong cộng đồng.

### Tự do, lao động và giải trí
Những người cộng sản vô trị ủng hộ chủ nghĩa cộng sản vì họ coi nó như một phương tiện để đảm bảo quyền tự do và sự hạnh phúc tối đa cho tất cả mọi người, thay vì chỉ cho những người giàu có và quyền lực. Theo nghĩa này, chủ nghĩa cộng sản vô trị là một triết lý bình đằng sâu sắc.
Là một triết học trong chủ nghĩa vô trị, chủ nghĩa cộng sản vô trị chống lại mọi hình thức của hệ thống thứ bậc. Người cộng sản vô trị nghĩ rằng không ai nên có quyền làm chủ, hay làm "sếp" của bất kỳ ai khác vì đây là một khái niệm của tư bản và nhà nước, và ngụ ý rằng cá nhân phải chịu quyền lực của một thực thể nào đó. Một số người cộng sản vô trị đương thời và những người ủng hộ chế độ vô trị hậu tả, chẳng hạn như Bob Black, bác bỏ hoàn toàn khái niệm về "công việc" để ủng hộ việc biến các nhiệm vụ sinh hoạt cần thiết thành "cuộc chơi tự do" tự nguyện.
Kropotkin suy luận rằng, trong các thí nghiệm cộng sản trước đây, sai lầm trí mạng của những chế độ độc tài lãnh đạo là họ dựa vào "lòng nhiệt thành như sùng đạo" của người vô sản và mong muốn được "sống như một gia đình," nơi mà cá nhân phải "phục tùng hoàn toàn các mệnh lệnh của một nền đạo đức sâu sắc." Đối với ông, cộng sản vô trị nên dựa trên quyền tự do giao kết và rời giao kết cho các cá nhân và nhóm. Thêm nữa, nó nên dựa trên sự giảm thiểu đáng kể số giờ mà mỗi cá nhân phải cống hiến cho lao động cần thiết. Kropotkin nói rằng "việc nhận thức rằng sự đa dạng nhiều nghề nghiệp chính là cơ sở của mọi sự tiến bộ và việc tổ chức theo một cách mà con người có thể hoàn toàn tự do trong thời gian rảnh rỗi của mình [...] đồng nghĩa với sự giải phóng của cá nhân”.

### Chủ nghĩa cá nhân và chủ nghĩa tập thể
Một số người theo chủ nghĩa cộng sản vô trị và chủ nghĩa vô trị tập thể bác bỏ chủ nghĩa cá nhân và chủ nghĩa tập thể như những khái niệm viển vông. Họ cho rằng việc các cá nhân hy sinh bản thân vì cái "vĩ đại hơn" chính họ, hoặc việc họ bị cai trị bởi "cộng đồng" hoặc "xã hội," là không thể bởi vì xã hội là bao gồm chính các cá nhân chứ không phải là một đơn vị hoàn toàn tách biệt với cá nhân. Thêm nữa, họ còn cho rằng sự kiểm soát của tập thể đối với cá nhân là chuyên chế và trái ngược với chủ nghĩa vô chính phủ.
Những người khác như Lucien van der Walt và Michael Schmidt lập luận rằng "người vô trị đã không [...] đồng nhất tự do với quyền mọi người được làm chính xác những gì họ hài lòng, họ muốn nhưng với một trật tự xã hội trong đó nỗ lực và trách nhiệm của tập thể—nghĩa là nghĩa vụ—sẽ cung cấp cơ sở vật chất và mối liên hệ xã hội, trong đó tự do cá nhân có thể tồn tại." Họ cho rằng "tự do và cá nhân chân chính chỉ có thể tồn tại trong một xã hội tự do." Và trái ngược với "chủ nghĩa cá nhân tư sản sai lầm," chủ nghĩa vô trị dựa trên "tình yêu tự do sâu sắc, được hiểu là sản phẩm xã hội, tôn trọng sâu sắc quyền con người, sự tôn vinh sâu sắc loài người và tiềm năng của nó cũng như cam kết đối với một hình thức xã hội nơi "tính cá nhân đích thực" được liên kết không thể hủy bỏ với "tính xã hội cộng sản cao nhất"".
Các quan điểm triết học theo chủ nghĩa vị kỷ vô trị có tầm quan trọng đáng kể trong chủ nghĩa cộng sản vô trị nổi dậy. Vào đầu thế kỷ 20, nhà vô trị cá nhân Ý Renzo Novatore đã ủng hộ cả cách mạng và lẫn chủ nghĩa cộng sản vô trị khi ông nói "cách mạng là ngọn lửa của ý chí chúng ta và là nhu cầu của trí óc đơn độc chúng ta; đó là nghĩa vụ của tầng lớp quý tộc tự do. Để tạo ra cái giá trị đạo đức mới. Tạo ra các giá trị thẩm mỹ mới. Xã hội hóa của cải vật chất. Cá nhân hóa của cải tinh thần." Tương tự, từ các vị trí của Stirnerist, ông cũng không tôn trọng hay đề cao tài sản tư nhân khi nói rằng "Chỉ có của cải đạo đức và tinh thần" là "bất khả xâm phạm. Đây là tài sản thực sự của cá nhân. Phần còn lại: không! Phần còn lại có thể bị tổn thương! Và tất cả những gì có thể bị tổn thương sẽ bị xâm phạm!" Điều này cũng có thể được thấy trong các tác phẩm đương thời về chủ nghĩa vô trị nổi dậy, như có thể thấy trong tác phẩm của Wolfi Landstreicher, Alfredo Bonanno, và những người khác. Sau khi phân tích quan điểm của Luigi Galleani (một người cộng sản vô trị nổi dậy), Bob Black, một người cộng sản vô trị hậu tả, đã đi xa hơn khi nói rằng "chủ nghĩa cộng sản là sự hoàn thiện cuối cùng của chủ nghĩa cá nhân [...] Sự mâu thuẫn có thể thấy giữa chủ nghĩa cá nhân và chủ nghĩa cộng sản thực sự đến từ sự hiểu lầm của cả hai [...] Chủ quan cũng là khách quan: cá nhân thực sự là chủ quan. Thật vô nghĩa khi nói về 'ưu tiên rõ ràng cho xã hội hơn cá nhân', [...] Bạn cũng có thể nói về việc ưu tiên gà hơn trứng. Vô trị là một 'phương pháp cá nhân hóa'. Nó nhằm mục đích kết hợp sự phát triển cá nhân vĩ đại nhất với sự thống nhất lớn nhất của cộng đồng."
Trên bài báo của Max Baginski có tên "Stirner: The Ego and His Own" (đăng trên tạp chí vô trị Mỹ Mother Earth) có khẳng định như sau: "Những người Cộng sản hiện đại [ý là người cộng sản vô trị] còn chủ nghĩa cá nhân hơn cả Stirner. Đối với họ, không chỉ đơn tôn giáo, đạo đức, gia đình và nhà nước là spook, nhưng tài sản cũng không hơn gì spook. Nhân danh chính tài sản mà cá nhân bị bắt làm nô lệ—và ôi, nô lệ làm sao! Ngày nay, tính cá nhân bị giam cầm nhiều là bởi tài sản, hơn cả bởi sức mạnh tổng hợp của Nhà nước, tôn giáo, đạo đức [...] Điều kiện hoàn hảo là khi cá nhân không bị ép buộc phải làm nhục và hạ thấp bản thân vì tài sản và để kiếm sống. Chủ nghĩa cộng sản có thể suy ra là thứ tạo cơ sở cho sự tự do và Eigenheit của cá nhân [nghĩa tạm là sự tự sở hữu bản thân mình]. Tôi là một người Cộng sản vì tôi là một người theo chủ nghĩa cá nhân. Những người Cộng sản hoàn toàn chân thành đồng tình với Stirner khi ông đặt từ lấy vào vị trí của từ nhu cầu—việc này hàm ý dẫn đến việc giải tán tài sản tư nhân, để trưng thu. Chủ nghĩa cá nhân và chủ nghĩa cộng sản là đi đôi với nhau, chứ phải không đối nghịch."

### Tài sản

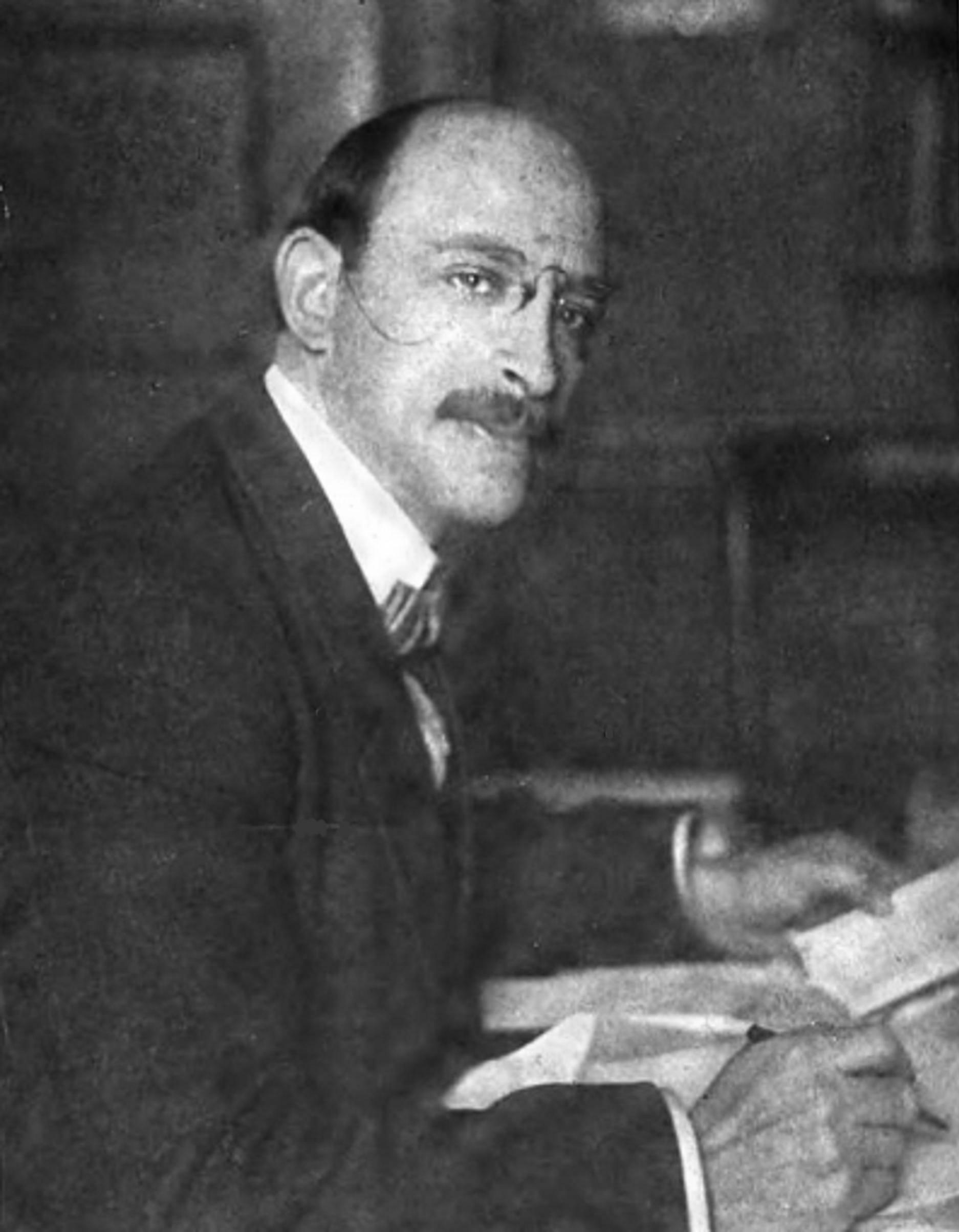
Alexander Berkman ủng hộ thay thế lợi nhuận bằng các cộng đồng sở hữu chung, nơi tất cả các thành viên của một nhóm chia sẻ tài sản.

Những người cộng sản vô trị phản biện quan niệm tư bản rằng tài sản chung chỉ có thể được duy trì bằng vũ lực và ép buộc. Họ tranh luận rằng trạng thái ấy hoàn toàn không cố định về bản chất hay không thể thay đổi được trong thực tế, đưa ra nhiều ví dụ về hành vi công xã xảy ra một cách tự nhiên ngay cả trong các hệ thống tư bản. Những người cộng sản vô trị kêu gọi xóa bỏ tài sản tư nhân trong khi vẫn tôn trọng tài sản cá nhân. Nhà cộng sản vô trị nổi tiếng Alexander Berkman đã khẳng định rằng "Cuộc cách mạng sẽ xóa bỏ quyền sở hữu tư nhân đối với các phương tiện sản xuất và phân phối, và cùng với nó là kinh doanh tư bản. Quyền sở hữu cá nhân chỉ còn lại trong những thứ bạn sử dụng. Vì vậy, đồng hồ của bạn là của riêng bạn, nhưng nhà máy sản xuất đồng hồ thuộc sở hữu của nhân dân. Đất đai, máy móc và tất cả các tiện ích công cộng khác sẽ là tài sản tập thể, không mua được cũng như không bán được. Việc sử dụng thực tế sẽ được coi là quyền sở hữu duy nhất — không thuộc quyền sở hữu về mặt trừu tượng mà là chỉ "sở hữu" về mặt thực tế. Ví dụ, tổ chức những người khai thác than sẽ phụ trách các mỏ than, không phải với tư cách là chủ sở hữu mà chỉ là cơ quan điều hành. Tương tự như vậy, các hội người lao động đường sắt sẽ điều hành các tuyến đường sắt... Vì được quản lý hợp tác cho lợi ích của cộng đồng, sự sở hữu tập thể, cộng đồng sẽ thay thế quyền sở hữu cá nhân do tư nhân thực hiện để thu lợi nhuận."
Một điểm khác biệt quan trọng giữa chủ nghĩa cộng sản vô trị và chủ nghĩa cộng sản marx là về sản phẩm lao động của người lao động thuộc về ai. Cả hai hệ tư tưởng đều cho rằng sản phẩm lao động không thuộc về nhà tư bản do nó được sản xuất ra bởi người lao động chứ không phải người sử dụng lao động. Tuy nhiên, có sự khác biệt khá rõ giữa ý kiến của người cộng sản vô trị Peter Kropotkin và Karl Marx. Marx cho rằng sản phẩm lao động của công nhân là thuộc về công nhân vì do công nhân sản xuất nó ra. Ngược lại, Kropotkin cho rằng sản phẩm người lao động làm ra là thuộc về tổng thể cộng đồng, không chỉ công nhân. Ông lập luận rằng vì người lao động dựa vào thành tựu và nỗ lực của hàng triệu người trước đó nên mới có thể làm ra sản phẩm, công việc của người ấy nên thuộc về cộng đồng, thay vì chỉ chính người ấy. Nói cách khác, thành quả của người lao động này chỉ có thể vì người ấy được hưởng lợi từ cộng đồng, nên sản phẩm được hưởng chung bởi cộng đồng.

### Công xã lao động như một nền kinh tế dân chủ
Chủ nghĩa cộng sản vô trị phê bình lời kêu gọi đơn giản rằng nên đưa quyền sở hữu nơi làm việc cho người lao động và quản lý các nơi này dưới hình thức hợp tác xã. Mặc dù không mâu thuẫn với chủ nghĩa công đoàn về mặt chiến thuật, nó chỉ trích tầm nhìn coi chủ nghĩa công đoàn vô trị là một mục đích lý thuyết. Nói chính xác, chủ nghĩa cộng sản vô trị không đồng ý với tầm nhìn rằng một nền kinh tế hậu tư bản sẽ và nên được tạo thành từ các liên đoàn của các tổ hợp công nghiệp.
Chủ nghĩa cộng sản vô trị đề xuất rằng những xã hội tương lai nên được tổ chức dựa trên đơn vị lãnh thổ (công xã tự do) thay vì dựa trên sản xuất, hay nói các khác là dựa trên những tổ hợp công nông nghiệp, bao gồm chỉ những người tham gia lao động. Mỗi xã sẽ được coi là một đơn vị kinh tế-chính trị tổng hợp và chặt chẽ, xóa bỏ đi phân biệt giữa công việc và cộng đồng. Thêm nữa, các xã này sẽ là một phần của một liên minh xã lớn hơn, liên kết với nhau thông qua các thỏa thuận tự nguyện. Hình thức tổ chức này được cho rằng là khắc phục sự tập trung thái quá vào kinh tế của các hình thức chủ nghĩa xã hội "hướng về người lao động," mà vốn chỉ tập trung vào đấu tranh chính ở nơi làm việc.
Murray Bookchin giải thích vấn đề này như sau:
Nhưng chúng ta nghĩ gì về lý tưởng của nghiệp đoàn chủ nghĩa, rằng nên tồn tại các doanh nghiệp tự quản và được “tập thể hóa,” điều phối ở cấp quốc gia bởi những người trong các ngành nghề tương tự nhau và được phối hợp ở cấp địa phương, dựa vào ranh giới địa lý, bởi các “tập thể” (“collectives”)? [...] Ở đây, lời phê phán của xã hội chủ nghĩa truyền thống đối với hình thức quản lý kinh tế này không phải là không có cái lý của nó: tư bản doanh nghiệp hoặc tư nhân, "do công nhân kiểm soát" hay không, đều không tạo ra mối đe dọa nào đối với tài sản tư nhân và chủ nghĩa tư bản. Và trớ trêu thay, một kỹ thuật trong quản lý công nghiệp chính với tên gọi "dân chủ tại nơi làm việc" và "quyền sở hữu của người lao động" đang trở nên rất thịnh hành ngày này. [...] Dù thế nào, "dân chủ kinh tế" không chỉ đơn giản có nghĩa là "dân chủ tại nơi làm việc" và "quyền sở hữu của người lao động."
Thực sự, nhiều người lao động muốn thoát hẳn khỏi các nhà máy và công xưởng nếu họ có thể được làm các loại nghề thủ công, thay vì chỉ đơn giản tham gia vào việc sắp xếp nỗi đau khổ của chính họ. Nghĩa thực của “dân chủ kinh tế” là ai ai cũng tiếp cận được với phương tiện sản xuất một cách tự do, “dân chủ.” Nó đi cùng với “dân chủ chính trị," nghĩa là, với sự đảm bảo tự do khỏi các nhu cầu vật chất. Một mánh khóe bẩn thỉu của tầng lớp tư sản, một mánh khóe mà nhiều người cấp tiến vô tình tham gia, đã biến “dân chủ kinh tế ” thành “quyền sỡ hữu của người lao động” và “dân chủ tại nơi làm việc.” Nó bị biến thành sự tham gia của người lao động trong việc chia sẻ lợi nhuận và việc tổ chức công nghiệp thay vì sự tư do khỏi chế độ áp bức của mô hình nhà máy công nghiệp, lao động hợp lý hóa, và “sản xuất theo kế hoạch” (với “sản xuất theo kế hoạch” thường chỉ là bóc lột nhưng có sự đồng ý của người lao động).

Bookchin lập luận tiếp:
Phương án của chủ nghĩa công đoàn sẽ tái tư nhân hóa nền kinh tế thành các tập thể "tự quản lý," và mở đường cho sự thoái hóa của những tập thể này ngược lại vào các hình thức tài sản tư nhân truyền thống - bất kể có "sở hữu tập thể" hay không. Trong khi đó, chủ nghĩa địa phương tự do (libertarian municipalism) chính trị hóa nền kinh tế và gắn nó vào lĩnh vực dân sự. Cả nhà máy lẫn đất đai đều không chỉ là những nhóm lợi ích riêng biệt trong tập thể công xã. Và người công nhân, nông dân, kỹ thuật viên, kỹ sư, chuyên gia và những người tương tự cũng không được tách riêng nghề nghiệp của mình thành các nhóm lợi ích riêng biệt, tồn tại ngoài cộng đồng. "Tài sản" sẽ được tích hợp vào các công xã như một thành phần vật chất của khuôn khổ thể chế tự do của công xã, đúng nghĩa là một phần của một tổng thể lớn hơn được kiểm soát bởi cộng đồng thông qua hội đồng. Những người trong nghề sẽ kiểm soát nghề của họ không dưới tư cách là các nhóm lợi ích nghề nghiệp riêng mà với tư cách là một công dân trong cộng đồng.

## Danh sách ghi chú
1. ↑  Trong tiếng Anh còn nhiều tên khác như là anarchist communism,[6][7] communist anarchism,[8][9] free communism,[10] libertarian communism[11][12][13][14][15] và stateless communism.[16][17]
2. ↑  tên tiếng Hàn: 재만한족총연합회
3. ↑  Ý nói là chỉ là người ấy có và dùng chứ không thật sự sở hữu, không bán được.
4. ↑  Ý nói là không phải là người có quyền bán hay làm bất cứ thứ gì mình muốn với thứ ấy.

### Tiếng Việt
- Zoe Baker, Phương tiện và Mục đích
- Peter Kropotkin, Ta đủ tốt hay không?
- Errico Malatesta, Đường Lối Chủ Nghĩa Vô Trị
- Mèo Mun, Việt Nam: Những Lời Hứa Bỏ Ngỏ
- Jacques Roux, Chủ nghĩa cộng sản vô trị — lời giới thiệu

### Tiếng Anh
- Alexander Berkman, What is Communist Anarchism?, Prison Memoirs of an Anarchist, others.
- Murray Bookchin Post Scarcity Anarchism (1971 and 2004). ISBN 1-904859-06-2.
- Carlo Cafiero. Revolution. Lưu trữ ngày 2 tháng 3 năm 2021 tại Wayback Machine Black Cat Press. ISBN 978-1-926878-11-9.
- Luigi Fabbri Anarchism and Communism
- Federazione dei Comunisti Anarchici, Anarchist Communists: A Question Of Class, others
- Ricardo Flores Magón Dreams of Freedom: A Ricardo Flores Magón Reader. Chaz Bufe and Mitchell Cowen Verter (ed.) 2005.
- Georges Fontenis. Manifesto of Libertarian Communism
- Luigi Galleani. Anarchy Will Be!: Selected Writings Of Luigi Galleani. AK Press. 2007. ISBN 978-1-904859-29-1.
- Emma Goldman, Anarchism and Other Essays, Living My Life, others.
- Robert Graham, Anarchism: A Documentary History of Libertarian Ideas, Volume 1: From Anarchy to Anarchism (300CE-1939) ("Table Of Contents". Blackrosebooks.net. Bản gốc lưu trữ ngày 23 tháng 9 năm 2010. Truy cập ngày 20 tháng 9 năm 2010.) contains extensive selections from the anarchist communists, including Joseph Déjacque, Carlo Cafiero, Peter Kropotkin, Luigi Galleani, Errico Malatesta, Charlotte Wilson, Ricardo Flores Magón, Shifu, Hatta Shuzo, Alexander Berkman, Voline, and Isaac Puente.
- Peter Kropotkin Mutual Aid: A Factor of Evolution, 1998 paperback, London: Freedom Press. ISBN 0-900384-36-0, also at Project Gutenburg
- Peter Kropotkin The Conquest of Bread, first published 1892, also at Anarchy Archives
- Peter Kropotkin Fields, Factories and Workshops, available at Anarchy Archives
- Peter Kropotkin Anarchist Communism: Its Basis and Ideals
- Peter Kropotkin Communism and Anarchy Lưu trữ ngày 23 tháng 10 năm 2021 tại Wayback Machine
- Makhno, Mett, Arshinov, Valevski, Linski, The Organizational Platform of the Libertarian Communists (available in: Castellano, čeština, Deutsch, English, Έλληνικά, Français, Italiano, Ivrit, Magyar, Nederlands, Polska, Português, Pyccкий, Svenska, Türkçe, Македонски).
- Errico Malatesta A Talk About Anarchist Communism Between Two Workers
- Jessica Moran. "The Firebrand and the Forging of a New Anarchism: Anarchist Communism and Free Love."
- Johann Most. "Anarchist Communism"
- Alain Pengam. Anarchist-Communism
- Isaac Puente Libertarian Communism
- Ilan Shalif. GLIMPSES INTO THE YEAR 2100 (50 years after the revolution) Daily life in the libertarian communist society
- Michael Schmidt and Lucien van der Walt. Black Flame: The Revolutionary Class Politics of Anarchism and Syndicalism. AK Press. 2009.
- The Rise and Fall of The Green Mountain Anarchist Collective, 2015.